# Giro d'Itàlia de 2019
El Giro d'Itàlia de 2019 va ser l'edició número 102 del Giro d'Itàlia i es disputà entre l'11 de maig i el 2 de juny de 2019, amb un recorregut de 3.518,5 km distribuïts en 21 etapes, tres d'elles com a contrarellotge individual. La sortida es feia a Bolonya i finalitzà a Verona.
El vencedor final fou l'equatorià Richard Carapaz (Movistar Team), que s'imposà per 1' 05" a l'italià Vincenzo Nibali (Bahrain-Merida) i per 2' 30" a l'eslovè Primož Roglič (Team Jumbo-Visma), segon i tercer respectivament. Aquesta era la primera vegada que un equatorià aconseguia la victòria final al Giro d'Itàlia. En les classificacions secundàries Pascal Ackermann (Bora-Hansgrohe) guanyà la dels punts, Giulio Ciccone (Trek-Segafredo) la de la muntanya, Miguel Ángel López Moreno (Astana Qazaqstan Team) la dels joves i el Movistar Team fou el millor equip.

## Equips participants
Els 18 equips UCI World Tour són automàticament convidats i obligats a prendre part de la cursa. A banda l'organitzador RCS Sport convidà a quatre equips continentals professionals, per acabar formant un gran grup amb 22 equips i 176 ciclistes.
| WorldTeams (18)- AG2R La Mondiale - Astana - Bahrain-Merida - Bora-hansgrohe - CCC Team - Dimension Data - EF Education First - Groupama-FDJ - Team Jumbo-Visma - Lotto Soudal - Mitchelton-Scott - Movistar Team - Deceuninck-Quick Step - Katusha-Alpecin - Ineos - Team Sunweb - Trek-Segafredo - UAE Team Emirates Equips continentals professionals (4)- Androni Giocattoli-Sidermec - Bardiani CSF - Israel Cycling Academy - Nippo Vini Fantini Faizanè |
| |

## Etapes
| Etapa     | Data       | Ciutats d'etapa                                  | type                      | Distància (km) | Vencedor de l'etapa           | Líder de la general        |
| --------- | ---------- | ------------------------------------------------ | ------------------------- | -------------- | ----------------------------- | -------------------------- |
| 1a etapa  | 11 de maig | Bolonya – Santuari de Nostra Senyora de San Luca | contrarellotge individual | 8              | Primož Roglič                 | Primož Roglič              |
| 2a etapa  | 12 de maig | Bolonya – Fucecchio                              | etapa accidentada         | 205            | Pascal Ackermann              | Primož Roglič              |
| 3a etapa  | 13 de maig | Vinci – Orbetello                                | etapa plana               | 220            | Fernando Gaviria Rendón       | Primož Roglič              |
| 4a etapa  | 14 de maig | Orbetello – Frascati                             | etapa plana               | 235            | Richard Carapaz Montenegro    | Primož Roglič              |
| 5a etapa  | 15 de maig | Frascati – Terracina                             | etapa plana               | 140            | Pascal Ackermann              | Primož Roglič              |
| 6a etapa  | 16 de maig | Cassino – San Giovanni Rotondo                   | etapa accidentada         | 238            | Fausto Masnada                | Valerio Conti              |
| 7a etapa  | 17 de maig | Vasto – L'Aquila                                 | etapa accidentada         | 185            | Peio Bilbao López de Armentia | Valerio Conti              |
| 8a etapa  | 18 de maig | Tortoreto – Pesaro                               | etapa accidentada         | 239            | Caleb Ewan                    | Valerio Conti              |
| 9a etapa  | 19 de maig | Riccione – Ciutat de San Marino                  | contrarellotge individual | 34,8           | Primož Roglič                 | Valerio Conti              |
|           | 20 de maig | Dia de descans                                   | Dia de descans            |                |                               |                            |
| 10a etapa | 21 de maig | Ravenna – Mòdena                                 | etapa plana               | 145            | Arnaud Démare                 | Valerio Conti              |
| 11a etapa | 22 de maig | Carpi – Novi Ligure                              | etapa plana               | 221            | Caleb Ewan                    | Valerio Conti              |
| 12a etapa | 23 de maig | Cuneo – Pineròl                                  | etapa de mitja muntanya   | 158            | Cesare Benedetti              | Jan Polanc                 |
| 13a etapa | 24 de maig | Pineròl – Ceresole Reale                         | etapa de muntanya         | 196            | Ilnur Zakarin                 | Jan Polanc                 |
| 14a etapa | 25 de maig | Saint-Vincent – Courmayeur                       | etapa de muntanya         | 131            | Richard Carapaz Montenegro    | Richard Carapaz Montenegro |
| 15a etapa | 26 de maig | Ivrea – Como                                     | etapa de mitja muntanya   | 232            | Dario Cataldo                 | Richard Carapaz Montenegro |
|           | 27 de maig | Dia de descans                                   | Dia de descans            |                |                               |                            |
| 16a etapa | 28 de maig | Lovere – Ponte di Legno                          | etapa de muntanya         | 194            | Giulio Ciccone                | Richard Carapaz Montenegro |
| 17a etapa | 29 de maig | Commezzadura – Rasen-Antholz                     | etapa de mitja muntanya   | 181            | Nans Peters                   | Richard Carapaz Montenegro |
| 18a etapa | 30 de maig | Olang – Santa Maria di Sala                      | etapa plana               | 222            | Damiano Cima                  | Richard Carapaz Montenegro |
| 19a etapa | 31 de maig | Treviso – San Martino di Castrozza               | etapa de mitja muntanya   | 151            | Esteban Chaves Rubio          | Richard Carapaz Montenegro |
| 20a etapa | 1 de juny  | Feltre – Passo Croce d'Aune                      | etapa de muntanya         | 194            | Peio Bilbao López de Armentia | Richard Carapaz Montenegro |
| 21a etapa | 2 de juny  | Verona – Verona                                  | contrarellotge individual | 17             | Chad Haga                     | Richard Carapaz Montenegro |

### Etapa 1
Bolonya – Santuari de la Madonna de San Luca, 11 de maig de 2019, 8,2 km (CRI)
Contrarellotge individual per iniciar aquesta edició del Giro d'Itàlia, amb dues parts ben diferenciades. Els primers 6 quilòmetres són totalment plans i finalitza amb una ascensió final de 2,1 km al 9,7 % fins al Santuari de la Madonna de San Luca. Primož Roglič (Team Jumbo-Visma) s'imposa clarament, amb 19" sobre Simon Yates (Mitchelton-Scott) i 23" sobre Vincenzo Nibali (Bahrain-Merida).
| \| Classificació de l'etapa \| Classificació de l'etapa \| Classificació de l'etapa \| Classificació de l'etapa \| Classificació de l'etapa \| \| Corredor \| Corredor \| Equip \| Temps \| \| \| ------------------------ \| ------------------------- \| ------------------------ \| ------------------------ \| ------------------------ \| \| 1r \| Primož Roglič \| Team Jumbo-Visma \| 12' 54" \| \| \| 2n \| Simon Yates \| Mitchelton-Scott \| + 19" \| \| \| 3r \| Vincenzo Nibali \| Bahrain-Merida \| + 23" \| \| \| 4t \| Miguel Ángel López Moreno \| Astana \| + 28" \| \| \| 5è \| Tom Dumoulin \| Team Sunweb \| + 28" \| \| \| 6è \| Rafał Majka \| Bora-Hansgrohe \| + 33" \| \| \| 7è \| Tao Geoghegan Hart \| Team Ineos \| + 35" \| \| \| 8è \| Laurens De Plus \| Team Jumbo-Visma \| + 35" \| \| \| 9è \| Bauke Mollema \| Trek-Segafredo \| + 39" \| \| \| 10è \| Damiano Caruso \| Bahrain-Merida \| + 40" \| \| |                           |                  |         |
| |                           |                  |         |
| Font: ProCyclingStats |                           |                  |         |
| Classificació de l'etapa |                           |                  |         |
| Corredor | Corredor                  | Equip            | Temps   |
| 1r | Primož Roglič             | Team Jumbo-Visma | 12' 54" |
| 2n | Simon Yates               | Mitchelton-Scott | + 19"   |
| 3r | Vincenzo Nibali           | Bahrain-Merida   | + 23"   |
| 4t | Miguel Ángel López Moreno | Astana           | + 28"   |
| 5è | Tom Dumoulin              | Team Sunweb      | + 28"   |
| 6è | Rafał Majka               | Bora-Hansgrohe   | + 33"   |
| 7è | Tao Geoghegan Hart        | Team Ineos       | + 35"   |
| 8è | Laurens De Plus           | Team Jumbo-Visma | + 35"   |
| 9è | Bauke Mollema             | Trek-Segafredo   | + 39"   |
| 10è | Damiano Caruso            | Bahrain-Merida   | + 40"   |

| \| Classificació general \| Classificació general \| Classificació general \| Classificació general \| Classificació general \| \| Corredor \| Corredor \| Equip \| Temps \| \| \| --------------------- \| ------------------------- \| --------------------- \| --------------------- \| --------------------- \| \| 1r \| Primož Roglič \| Team Jumbo-Visma \| 12' 54" \| \| \| 2n \| Simon Yates \| Mitchelton-Scott \| + 19" \| \| \| 3r \| Vincenzo Nibali \| Bahrain-Merida \| + 23" \| \| \| 4t \| Miguel Ángel López Moreno \| Astana \| + 28" \| \| \| 5è \| Tom Dumoulin \| Team Sunweb \| + 28" \| \| \| 6è \| Rafał Majka \| Bora-Hansgrohe \| + 33" \| \| \| 7è \| Tao Geoghegan Hart \| Team Ineos \| + 35" \| \| \| 8è \| Laurens De Plus \| Team Jumbo-Visma \| + 35" \| \| \| 9è \| Bauke Mollema \| Trek-Segafredo \| + 39" \| \| \| 10è \| Damiano Caruso \| Bahrain-Merida \| + 40" \| \| |                           |                  |         |
| |                           |                  |         |
| Font: ProCyclingStats |                           |                  |         |
| Classificació general |                           |                  |         |
| Corredor | Corredor                  | Equip            | Temps   |
| 1r | Primož Roglič             | Team Jumbo-Visma | 12' 54" |
| 2n | Simon Yates               | Mitchelton-Scott | + 19"   |
| 3r | Vincenzo Nibali           | Bahrain-Merida   | + 23"   |
| 4t | Miguel Ángel López Moreno | Astana           | + 28"   |
| 5è | Tom Dumoulin              | Team Sunweb      | + 28"   |
| 6è | Rafał Majka               | Bora-Hansgrohe   | + 33"   |
| 7è | Tao Geoghegan Hart        | Team Ineos       | + 35"   |
| 8è | Laurens De Plus           | Team Jumbo-Visma | + 35"   |
| 9è | Bauke Mollema             | Trek-Segafredo   | + 39"   |
| 10è | Damiano Caruso            | Bahrain-Merida   | + 40"   |

### Etapa 2
Bolonya – Fucecchio, 12 de maig de 2019, 205 km
Etapa llarga, amb dues petites dificultats muntanyoses en la part final del recorregut. El dia va estar marcat per la forta pluja i una llarga escapada, però finalment es va arribar a l'esprint a l'arribada. El vencedor fou Pascal Ackermann (Bora-Hansgrohe), que d'aquesta manera aconseguia la seva primera victòria d'etapa en una Gran volta.
| \| Classificació de l'etapa \| Classificació de l'etapa \| Classificació de l'etapa \| Classificació de l'etapa \| Classificació de l'etapa \| \| Corredor \| Corredor \| Equip \| Temps \| \| \| ------------------------ \| ------------------------ \| ------------------------ \| ------------------------ \| ------------------------ \| \| 1r \| Pascal Ackermann \| Bora-Hansgrohe \| 4h 44' 43" \| \| \| 2n \| Elia Viviani \| Deceuninck-Quick Step \| + 0" \| \| \| 3r \| Caleb Ewan \| Lotto-Soudal \| + 0" \| \| \| 4t \| Fernando Gaviria Rendón \| UAE Team Emirates \| + 0" \| \| \| 5è \| Arnaud Démare \| Groupama-FDJ \| + 0" \| \| \| 6è \| Davide Cimolai \| Israel Cycling Academy \| + 0" \| \| \| 7è \| Viatxeslav Kuznetsov \| Katusha-Alpecin \| + 0" \| \| \| 8è \| Jasper De Buyst \| Lotto-Soudal \| + 0" \| \| \| 9è \| Kristian Sbaragli \| Israel Cycling Academy \| + 0" \| \| \| 10è \| Rüdiger Selig \| Bora-Hansgrohe \| + 0" \| \| |                         |                        |            |
| |                         |                        |            |
| Font: ProCyclingStats |                         |                        |            |
| Classificació de l'etapa |                         |                        |            |
| Corredor | Corredor                | Equip                  | Temps      |
| 1r | Pascal Ackermann        | Bora-Hansgrohe         | 4h 44' 43" |
| 2n | Elia Viviani            | Deceuninck-Quick Step  | + 0"       |
| 3r | Caleb Ewan              | Lotto-Soudal           | + 0"       |
| 4t | Fernando Gaviria Rendón | UAE Team Emirates      | + 0"       |
| 5è | Arnaud Démare           | Groupama-FDJ           | + 0"       |
| 6è | Davide Cimolai          | Israel Cycling Academy | + 0"       |
| 7è | Viatxeslav Kuznetsov    | Katusha-Alpecin        | + 0"       |
| 8è | Jasper De Buyst         | Lotto-Soudal           | + 0"       |
| 9è | Kristian Sbaragli       | Israel Cycling Academy | + 0"       |
| 10è | Rüdiger Selig           | Bora-Hansgrohe         | + 0"       |

| \| Classificació general \| Classificació general \| Classificació general \| Classificació general \| Classificació general \| \| Corredor \| Corredor \| Equip \| Temps \| \| \| --------------------- \| ----------------------------- \| --------------------- \| --------------------- \| --------------------- \| \| 1r \| Primož Roglič \| Team Jumbo-Visma \| 4h 57' 42" \| \| \| 2n \| Simon Yates \| Mitchelton-Scott \| + 19" \| \| \| 3r \| Vincenzo Nibali \| Bahrain-Merida \| + 23" \| \| \| 4t \| Miguel Ángel López Moreno \| Astana \| + 28" \| \| \| 5è \| Tom Dumoulin \| Team Sunweb \| + 28" \| \| \| 6è \| Rafał Majka \| Bora-Hansgrohe \| + 33" \| \| \| 7è \| Tao Geoghegan Hart \| Team Ineos \| + 35" \| \| \| 8è \| Bauke Mollema \| Trek-Segafredo \| + 39" \| \| \| 9è \| Damiano Caruso \| Bahrain-Merida \| + 40" \| \| \| 10è \| Peio Bilbao López de Armentia \| Astana \| + 42" \| \| |                               |                  |            |
| |                               |                  |            |
| Font: ProCyclingStats |                               |                  |            |
| Classificació general |                               |                  |            |
| Corredor | Corredor                      | Equip            | Temps      |
| 1r | Primož Roglič                 | Team Jumbo-Visma | 4h 57' 42" |
| 2n | Simon Yates                   | Mitchelton-Scott | + 19"      |
| 3r | Vincenzo Nibali               | Bahrain-Merida   | + 23"      |
| 4t | Miguel Ángel López Moreno     | Astana           | + 28"      |
| 5è | Tom Dumoulin                  | Team Sunweb      | + 28"      |
| 6è | Rafał Majka                   | Bora-Hansgrohe   | + 33"      |
| 7è | Tao Geoghegan Hart            | Team Ineos       | + 35"      |
| 8è | Bauke Mollema                 | Trek-Segafredo   | + 39"      |
| 9è | Damiano Caruso                | Bahrain-Merida   | + 40"      |
| 10è | Peio Bilbao López de Armentia | Astana           | + 42"      |

### Etapa 3
Vinci – Orbetello, 13 de maig de 2019, 220 km
Etapa llarga, amb una sola petita dificultat muntanyosa, marcada per una llarga etapa protagonitzada pel japonès Sho Hatsuyama, però que s'acabà decidint a l'esprint. Aquest fou guanyat inicialment per Elia Viviani, però fou desqualificat per una acció irregular i la victòria acabà en mans de Fernando Gaviria. Una caiguda a manca de 5 km afectà a Richard Carapaz (Movistar), que va perdre 40".
| \| Classificació de l'etapa \| Classificació de l'etapa \| Classificació de l'etapa \| Classificació de l'etapa \| Classificació de l'etapa \| \| Corredor \| Corredor \| Equip \| Temps \| \| \| ------------------------ \| ------------------------ \| --------------------------- \| ------------------------ \| ------------------------ \| \| 1r \| Fernando Gaviria Rendón \| UAE Team Emirates \| 5h 23' 19" \| \| \| 2n \| Arnaud Démare \| Groupama-FDJ \| + 0" \| \| \| 3r \| Pascal Ackermann \| Bora-Hansgrohe \| + 0" \| \| \| 4t \| Matteo Moschetti \| Trek-Segafredo \| + 0" \| \| \| 5è \| Giacomo Nizzolo \| Dimension Data \| + 0" \| \| \| 6è \| Jakub Mareczko \| CCC Team \| + 0" \| \| \| 7è \| Davide Cimolai \| Israel Cycling Academy \| + 0" \| \| \| 8è \| Manuel Belletti \| Androni Giocattoli-Sidermec \| + 0" \| \| \| 9è \| Christian Knees \| Team Ineos \| + 0" \| \| \| 10è \| Sacha Modolo \| EF Education First \| + 0" \| \| |                         |                             |            |
| |                         |                             |            |
| Font: ProCyclingStats |                         |                             |            |
| Classificació de l'etapa |                         |                             |            |
| Corredor | Corredor                | Equip                       | Temps      |
| 1r | Fernando Gaviria Rendón | UAE Team Emirates           | 5h 23' 19" |
| 2n | Arnaud Démare           | Groupama-FDJ                | + 0"       |
| 3r | Pascal Ackermann        | Bora-Hansgrohe              | + 0"       |
| 4t | Matteo Moschetti        | Trek-Segafredo              | + 0"       |
| 5è | Giacomo Nizzolo         | Dimension Data              | + 0"       |
| 6è | Jakub Mareczko          | CCC Team                    | + 0"       |
| 7è | Davide Cimolai          | Israel Cycling Academy      | + 0"       |
| 8è | Manuel Belletti         | Androni Giocattoli-Sidermec | + 0"       |
| 9è | Christian Knees         | Team Ineos                  | + 0"       |
| 10è | Sacha Modolo            | EF Education First          | + 0"       |

| \| Classificació general \| Classificació general \| Classificació general \| Classificació general \| Classificació general \| \| Corredor \| Corredor \| Equip \| Temps \| \| \| --------------------- \| ----------------------------- \| --------------------- \| --------------------- \| --------------------- \| \| 1r \| Primož Roglič \| Team Jumbo-Visma \| 10h 21' 01" \| \| \| 2n \| Simon Yates \| Mitchelton-Scott \| + 19" \| \| \| 3r \| Vincenzo Nibali \| Bahrain-Merida \| + 23" \| \| \| 4t \| Miguel Ángel López Moreno \| Astana \| + 28" \| \| \| 5è \| Tom Dumoulin \| Team Sunweb \| + 28" \| \| \| 6è \| Rafał Majka \| Bora-Hansgrohe \| + 33" \| \| \| 7è \| Bauke Mollema \| Trek-Segafredo \| + 39" \| \| \| 8è \| Damiano Caruso \| Bahrain-Merida \| + 40" \| \| \| 9è \| Peio Bilbao López de Armentia \| Astana \| + 42" \| \| \| 10è \| Víctor de la Parte González \| CCC Team \| + 45" \| \| |                               |                  |             |
| |                               |                  |             |
| Font: ProCyclingStats |                               |                  |             |
| Classificació general |                               |                  |             |
| Corredor | Corredor                      | Equip            | Temps       |
| 1r | Primož Roglič                 | Team Jumbo-Visma | 10h 21' 01" |
| 2n | Simon Yates                   | Mitchelton-Scott | + 19"       |
| 3r | Vincenzo Nibali               | Bahrain-Merida   | + 23"       |
| 4t | Miguel Ángel López Moreno     | Astana           | + 28"       |
| 5è | Tom Dumoulin                  | Team Sunweb      | + 28"       |
| 6è | Rafał Majka                   | Bora-Hansgrohe   | + 33"       |
| 7è | Bauke Mollema                 | Trek-Segafredo   | + 39"       |
| 8è | Damiano Caruso                | Bahrain-Merida   | + 40"       |
| 9è | Peio Bilbao López de Armentia | Astana           | + 42"       |
| 10è | Víctor de la Parte González   | CCC Team         | + 45"       |

### Etapa 4
Orbetello – Frascati, 14 de maig de 2019, 235 km
Etapa molt llarga, trencacames i amb un final en pujada, amb els dos darrers quilòmetres al 4,5%. Marco Frapporti, Mirco Maestri i Damiano Cima protagonitzen l'escapada del dia, però foren neutralitzats a manca de 15 km. En els darrers quilòmetres es produeixen diverses caigudes que trenquen el gran grup. Un dels ciclistes més afectats fou Tom Dumoulin, que va perdre més de 4 minuts en l'arribada final. El vencedor de l'etapa fou l'equatorià Richard Carapaz, que atacà en els darrers metres de pujada.
| \| Classificació de l'etapa \| Classificació de l'etapa \| Classificació de l'etapa \| Classificació de l'etapa \| Classificació de l'etapa \| \| Corredor \| Corredor \| Equip \| Temps \| \| \| ------------------------ \| -------------------------- \| ------------------------ \| ------------------------ \| ------------------------ \| \| 1r \| Richard Carapaz Montenegro \| Movistar Team \| 5h 58' 17" \| \| \| 2n \| Caleb Ewan \| Lotto-Soudal \| + 0" \| \| \| 3r \| Diego Ulissi \| UAE Team Emirates \| + 0" \| \| \| 4t \| Pascal Ackermann \| Bora-Hansgrohe \| + 2" \| \| \| 5è \| Florian Sénéchal \| Deceuninck-Quick Step \| + 2" \| \| \| 6è \| Primož Roglič \| Team Jumbo-Visma \| + 2" \| \| \| 7è \| Valerio Conti \| UAE Team Emirates \| + 14" \| \| \| 8è \| Miguel Ángel López Moreno \| Astana \| + 18" \| \| \| 9è \| Arnaud Démare \| Groupama-FDJ \| + 18" \| \| \| 10è \| Simon Yates \| Mitchelton-Scott \| + 18" \| \| |                            |                       |            |
| |                            |                       |            |
| Font: ProCyclingStats |                            |                       |            |
| Classificació de l'etapa |                            |                       |            |
| Corredor | Corredor                   | Equip                 | Temps      |
| 1r | Richard Carapaz Montenegro | Movistar Team         | 5h 58' 17" |
| 2n | Caleb Ewan                 | Lotto-Soudal          | + 0"       |
| 3r | Diego Ulissi               | UAE Team Emirates     | + 0"       |
| 4t | Pascal Ackermann           | Bora-Hansgrohe        | + 2"       |
| 5è | Florian Sénéchal           | Deceuninck-Quick Step | + 2"       |
| 6è | Primož Roglič              | Team Jumbo-Visma      | + 2"       |
| 7è | Valerio Conti              | UAE Team Emirates     | + 14"      |
| 8è | Miguel Ángel López Moreno  | Astana                | + 18"      |
| 9è | Arnaud Démare              | Groupama-FDJ          | + 18"      |
| 10è | Simon Yates                | Mitchelton-Scott      | + 18"      |

| \| Classificació general \| Classificació general \| Classificació general \| Classificació general \| Classificació general \| \| Corredor \| Corredor \| Equip \| Temps \| \| \| --------------------- \| ------------------------- \| --------------------- \| --------------------- \| --------------------- \| \| 1r \| Primož Roglič \| Team Jumbo-Visma \| 16h 19' 20" \| \| \| 2n \| Simon Yates \| Mitchelton-Scott \| + 35" \| \| \| 3r \| Vincenzo Nibali \| Bahrain-Merida \| + 39" \| \| \| 4t \| Miguel Ángel López Moreno \| Astana \| + 44" \| \| \| 5è \| Diego Ulissi \| UAE Team Emirates \| + 44" \| \| \| 6è \| Rafał Majka \| Bora-Hansgrohe \| + 49" \| \| \| 7è \| Bauke Mollema \| Trek-Segafredo \| + 55" \| \| \| 8è \| Damiano Caruso \| Bahrain-Merida \| + 56" \| \| \| 9è \| Bob Jungels \| Deceuninck-Quick Step \| + 1' 02" \| \| \| 10è \| Davide Formolo \| Bora-Hansgrohe \| + 1' 06" \| \| |                           |                       |             |
| |                           |                       |             |
| Font: ProCyclingStats |                           |                       |             |
| Classificació general |                           |                       |             |
| Corredor | Corredor                  | Equip                 | Temps       |
| 1r | Primož Roglič             | Team Jumbo-Visma      | 16h 19' 20" |
| 2n | Simon Yates               | Mitchelton-Scott      | + 35"       |
| 3r | Vincenzo Nibali           | Bahrain-Merida        | + 39"       |
| 4t | Miguel Ángel López Moreno | Astana                | + 44"       |
| 5è | Diego Ulissi              | UAE Team Emirates     | + 44"       |
| 6è | Rafał Majka               | Bora-Hansgrohe        | + 49"       |
| 7è | Bauke Mollema             | Trek-Segafredo        | + 55"       |
| 8è | Damiano Caruso            | Bahrain-Merida        | + 56"       |
| 9è | Bob Jungels               | Deceuninck-Quick Step | + 1' 02"    |
| 10è | Davide Formolo            | Bora-Hansgrohe        | + 1' 06"    |

### Etapa 5
Frascati – Terracina, 15 de maig de 2019, 140 km
Etapa curta, amb dues part ben diferenciades. Els primers 40 quilòmetres són accidentats, però a partir d'aquell moment sols una petita cota de quarta categoria trenca un recorregut totalment pla. L'etapa comença amb l'abandonament de Tom Dumoulin, molt afectat per la caiguda patida el dia abans. Una escapada formada per sis ciclistes anima l'etapa, però finalment són neutralitzats i la victòria se la disputen a l'esprint. El vencedor fou l'alemany Pascal Ackermann.
| \| Classificació de l'etapa \| Classificació de l'etapa \| Classificació de l'etapa \| Classificació de l'etapa \| Classificació de l'etapa \| \| Corredor \| Corredor \| Equip \| Temps \| \| \| ------------------------ \| ------------------------ \| --------------------------- \| ------------------------ \| ------------------------ \| \| 1r \| Pascal Ackermann \| Bora-Hansgrohe \| 3h 15' 44" \| \| \| 2n \| Fernando Gaviria Rendón \| UAE Team Emirates \| + 0" \| \| \| 3r \| Arnaud Démare \| Groupama-FDJ \| + 0" \| \| \| 4t \| Caleb Ewan \| Lotto-Soudal \| + 0" \| \| \| 5è \| Matteo Moschetti \| Trek-Segafredo \| + 0" \| \| \| 6è \| Ryan Gibbons \| Dimension Data \| + 0" \| \| \| 7è \| Paolo Simion \| Bardiani CSF \| + 0" \| \| \| 8è \| Jenthe Biermans \| Katusha-Alpecin \| + 0" \| \| \| 9è \| Giovanni Lonardi \| Nippo-Vini Fantini-Faizanè \| + 0" \| \| \| 10è \| Manuel Belletti \| Androni Giocattoli-Sidermec \| + 0" \| \| |                         |                             |            |
| |                         |                             |            |
| Font: ProCyclingStats |                         |                             |            |
| Classificació de l'etapa |                         |                             |            |
| Corredor | Corredor                | Equip                       | Temps      |
| 1r | Pascal Ackermann        | Bora-Hansgrohe              | 3h 15' 44" |
| 2n | Fernando Gaviria Rendón | UAE Team Emirates           | + 0"       |
| 3r | Arnaud Démare           | Groupama-FDJ                | + 0"       |
| 4t | Caleb Ewan              | Lotto-Soudal                | + 0"       |
| 5è | Matteo Moschetti        | Trek-Segafredo              | + 0"       |
| 6è | Ryan Gibbons            | Dimension Data              | + 0"       |
| 7è | Paolo Simion            | Bardiani CSF                | + 0"       |
| 8è | Jenthe Biermans         | Katusha-Alpecin             | + 0"       |
| 9è | Giovanni Lonardi        | Nippo-Vini Fantini-Faizanè  | + 0"       |
| 10è | Manuel Belletti         | Androni Giocattoli-Sidermec | + 0"       |

| \| Classificació general \| Classificació general \| Classificació general \| Classificació general \| Classificació general \| \| Corredor \| Corredor \| Equip \| Temps \| \| \| --------------------- \| ------------------------- \| --------------------- \| --------------------- \| --------------------- \| \| 1r \| Primož Roglič \| Team Jumbo-Visma \| 19h 35' 04" \| \| \| 2n \| Simon Yates \| Mitchelton-Scott \| + 35" \| \| \| 3r \| Vincenzo Nibali \| Bahrain-Merida \| + 39" \| \| \| 4t \| Miguel Ángel López Moreno \| Astana \| + 44" \| \| \| 5è \| Diego Ulissi \| UAE Team Emirates \| + 44" \| \| \| 6è \| Rafał Majka \| Bora-Hansgrohe \| + 49" \| \| \| 7è \| Bauke Mollema \| Trek-Segafredo \| + 55" \| \| \| 8è \| Damiano Caruso \| Bahrain-Merida \| + 56" \| \| \| 9è \| Bob Jungels \| Deceuninck-Quick Step \| + 1' 02" \| \| \| 10è \| Davide Formolo \| Bora-Hansgrohe \| + 1' 06" \| \| |                           |                       |             |
| |                           |                       |             |
| Font: ProCyclingStats |                           |                       |             |
| Classificació general |                           |                       |             |
| Corredor | Corredor                  | Equip                 | Temps       |
| 1r | Primož Roglič             | Team Jumbo-Visma      | 19h 35' 04" |
| 2n | Simon Yates               | Mitchelton-Scott      | + 35"       |
| 3r | Vincenzo Nibali           | Bahrain-Merida        | + 39"       |
| 4t | Miguel Ángel López Moreno | Astana                | + 44"       |
| 5è | Diego Ulissi              | UAE Team Emirates     | + 44"       |
| 6è | Rafał Majka               | Bora-Hansgrohe        | + 49"       |
| 7è | Bauke Mollema             | Trek-Segafredo        | + 55"       |
| 8è | Damiano Caruso            | Bahrain-Merida        | + 56"       |
| 9è | Bob Jungels               | Deceuninck-Quick Step | + 1' 02"    |
| 10è | Davide Formolo            | Bora-Hansgrohe        | + 1' 06"    |

### Etapa 6
Cassino – San Giovanni Rotondo, 16 de maig de 2019, 238 km
Nova etapa llarguíssima i primer final exigent de la present edició, amb uns 35 darrers quilòmetres accidentats. Es corona el primer port de segona categoria de la present edició, d'11,6 km al 4,7% que es corona a 17 km de l'arribada. Durant els primers quilòmetres d'etapa es produeix una caiguda en la que es veuen afectats, entre d'altres, Primoz Roglic, Rafal Majka i Ilnur Zakarin. Els integrants d'una nombrosa escapada, formada per una dotzena de corredors, es disputen la victòria d'etapa i Fausto Masnada en serà el vencedor final, mentre Valerio Conti, segon d'etapa, aconseguirà el mallot rosa després que el gran grup perdés més de 7 minuts.
| \| Classificació de l'etapa \| Classificació de l'etapa \| Classificació de l'etapa \| Classificació de l'etapa \| Classificació de l'etapa \| \| Corredor \| Corredor \| Equip \| Temps \| \| \| ------------------------ \| ------------------------- \| --------------------------- \| ------------------------ \| ------------------------ \| \| 1r \| Fausto Masnada \| Androni Giocattoli-Sidermec \| 5h 45' 01" \| \| \| 2n \| Valerio Conti \| UAE Team Emirates \| + 5" \| \| \| 3r \| José Joaquín Rojas Gil \| Movistar Team \| + 38" \| \| \| 4t \| Rubén Plaza Molina \| Israel Cycling Academy \| + 38" \| \| \| 5è \| Giovanni Carboni \| Bardiani CSF \| + 43" \| \| \| 6è \| Pieter Serry \| Deceuninck-Quick Step \| + 54" \| \| \| 7è \| Valentin Madouas \| Groupama-FDJ \| + 54" \| \| \| 8è \| Nans Peters \| AG2R La Mondiale \| + 57" \| \| \| 9è \| Andrey Amador Bikkazakova \| Movistar Team \| + 57" \| \| \| 10è \| Amaro Antunes \| CCC Team \| + 57" \| \| |                           |                             |            |
| |                           |                             |            |
| Font: ProCyclingStats |                           |                             |            |
| Classificació de l'etapa |                           |                             |            |
| Corredor | Corredor                  | Equip                       | Temps      |
| 1r | Fausto Masnada            | Androni Giocattoli-Sidermec | 5h 45' 01" |
| 2n | Valerio Conti             | UAE Team Emirates           | + 5"       |
| 3r | José Joaquín Rojas Gil    | Movistar Team               | + 38"      |
| 4t | Rubén Plaza Molina        | Israel Cycling Academy      | + 38"      |
| 5è | Giovanni Carboni          | Bardiani CSF                | + 43"      |
| 6è | Pieter Serry              | Deceuninck-Quick Step       | + 54"      |
| 7è | Valentin Madouas          | Groupama-FDJ                | + 54"      |
| 8è | Nans Peters               | AG2R La Mondiale            | + 57"      |
| 9è | Andrey Amador Bikkazakova | Movistar Team               | + 57"      |
| 10è | Amaro Antunes             | CCC Team                    | + 57"      |

| \| Classificació general \| Classificació general \| Classificació general \| Classificació general \| Classificació general \| \| Corredor \| Corredor \| Equip \| Temps \| \| \| --------------------- \| ------------------------- \| --------------------------- \| --------------------- \| --------------------- \| \| 1r \| Valerio Conti \| UAE Team Emirates \| 25h 22' 00" \| \| \| 2n \| Giovanni Carboni \| Bardiani CSF \| + 1' 41" \| \| \| 3r \| Nans Peters \| AG2R La Mondiale \| + 2' 09" \| \| \| 4t \| José Joaquín Rojas Gil \| Movistar Team \| + 2' 12" \| \| \| 5è \| Valentin Madouas \| Groupama-FDJ \| + 2' 19" \| \| \| 6è \| Amaro Antunes \| CCC Team \| + 2' 45" \| \| \| 7è \| Fausto Masnada \| Androni Giocattoli-Sidermec \| + 3' 14" \| \| \| 8è \| Pieter Serry \| Deceuninck-Quick Step \| + 3' 25" \| \| \| 9è \| Andrey Amador Bikkazakova \| Movistar Team \| + 3' 27" \| \| \| 10è \| Sam Oomen \| Team Sunweb \| + 4' 57" \| \| |                           |                             |             |
| |                           |                             |             |
| Font: ProCyclingStats |                           |                             |             |
| Classificació general |                           |                             |             |
| Corredor | Corredor                  | Equip                       | Temps       |
| 1r | Valerio Conti             | UAE Team Emirates           | 25h 22' 00" |
| 2n | Giovanni Carboni          | Bardiani CSF                | + 1' 41"    |
| 3r | Nans Peters               | AG2R La Mondiale            | + 2' 09"    |
| 4t | José Joaquín Rojas Gil    | Movistar Team               | + 2' 12"    |
| 5è | Valentin Madouas          | Groupama-FDJ                | + 2' 19"    |
| 6è | Amaro Antunes             | CCC Team                    | + 2' 45"    |
| 7è | Fausto Masnada            | Androni Giocattoli-Sidermec | + 3' 14"    |
| 8è | Pieter Serry              | Deceuninck-Quick Step       | + 3' 25"    |
| 9è | Andrey Amador Bikkazakova | Movistar Team               | + 3' 27"    |
| 10è | Sam Oomen                 | Team Sunweb                 | + 4' 57"    |

### Etapa 7
Vasto – L'Aquila, 17 de maig de 2019, 185 km
Etapa trencacames, amb la principal dificultat muntanyosa del dia situada a manca de 45 km per l'arribada. Després d'un inici d'etapa mogut a la recerca de l'escapada del dia es forma una nombrosa escapada integrada per una quinzena de corredors. En l'ascensió a Le Svolte di Popoli es produeixen diversos atacs entre els escapats, però no serà fins als darrers metres quan ataqui Pello Bilbao, per imposar-se amb uns metres sobre Tony Gallopin.
| \| Classificació de l'etapa \| Classificació de l'etapa \| Classificació de l'etapa \| Classificació de l'etapa \| Classificació de l'etapa \| \| Corredor \| Corredor \| Equip \| Temps \| \| \| ------------------------ \| ----------------------------- \| --------------------------- \| ------------------------ \| ------------------------ \| \| 1r \| Peio Bilbao López de Armentia \| Astana \| 4h 06' 27" \| \| \| 2n \| Tony Gallopin \| AG2R La Mondiale \| + 5" \| \| \| 3r \| Davide Formolo \| Bora-Hansgrohe \| + 5" \| \| \| 4t \| Lucas Hamilton \| Mitchelton-Scott \| + 9" \| \| \| 5è \| Mattia Cattaneo \| Androni Giocattoli-Sidermec \| + 9" \| \| \| 6è \| José Joaquín Rojas Gil \| Movistar Team \| + 30" \| \| \| 7è \| Sebastián Henao Gómez \| Team Ineos \| + 48" \| \| \| 8è \| Antonio Pedrero López \| Movistar Team \| + 1' 01" \| \| \| 9è \| Valentin Madouas \| Groupama-FDJ \| + 1' 07" \| \| \| 10è \| Andrea Vendrame \| Androni Giocattoli-Sidermec \| + 1' 07" \| \| |                               |                             |            |
| |                               |                             |            |
| Font: ProCyclingStats |                               |                             |            |
| Classificació de l'etapa |                               |                             |            |
| Corredor | Corredor                      | Equip                       | Temps      |
| 1r | Peio Bilbao López de Armentia | Astana                      | 4h 06' 27" |
| 2n | Tony Gallopin                 | AG2R La Mondiale            | + 5"       |
| 3r | Davide Formolo                | Bora-Hansgrohe              | + 5"       |
| 4t | Lucas Hamilton                | Mitchelton-Scott            | + 9"       |
| 5è | Mattia Cattaneo               | Androni Giocattoli-Sidermec | + 9"       |
| 6è | José Joaquín Rojas Gil        | Movistar Team               | + 30"      |
| 7è | Sebastián Henao Gómez         | Team Ineos                  | + 48"      |
| 8è | Antonio Pedrero López         | Movistar Team               | + 1' 01"   |
| 9è | Valentin Madouas              | Groupama-FDJ                | + 1' 07"   |
| 10è | Andrea Vendrame               | Androni Giocattoli-Sidermec | + 1' 07"   |

| \| Classificació general \| Classificació general \| Classificació general \| Classificació general \| Classificació general \| \| Corredor \| Corredor \| Equip \| Temps \| \| \| --------------------- \| ------------------------- \| --------------------------- \| --------------------- \| --------------------- \| \| 1r \| Valerio Conti \| UAE Team Emirates \| 29h 29' 34" \| \| \| 2n \| José Joaquín Rojas Gil \| Movistar Team \| + 1' 32" \| \| \| 3r \| Giovanni Carboni \| Bardiani CSF \| + 1' 41" \| \| \| 4t \| Nans Peters \| AG2R La Mondiale \| + 2' 09" \| \| \| 5è \| Valentin Madouas \| Groupama-FDJ \| + 2' 17" \| \| \| 6è \| Amaro Antunes \| CCC Team \| + 2' 45" \| \| \| 7è \| Fausto Masnada \| Androni Giocattoli-Sidermec \| + 3' 14" \| \| \| 8è \| Pieter Serry \| Deceuninck-Quick Step \| + 3' 25" \| \| \| 9è \| Andrey Amador Bikkazakova \| Movistar Team \| + 3' 27" \| \| \| 10è \| Sam Oomen \| Team Sunweb \| + 4' 57" \| \| |                           |                             |             |
| |                           |                             |             |
| Font: ProCyclingStats |                           |                             |             |
| Classificació general |                           |                             |             |
| Corredor | Corredor                  | Equip                       | Temps       |
| 1r | Valerio Conti             | UAE Team Emirates           | 29h 29' 34" |
| 2n | José Joaquín Rojas Gil    | Movistar Team               | + 1' 32"    |
| 3r | Giovanni Carboni          | Bardiani CSF                | + 1' 41"    |
| 4t | Nans Peters               | AG2R La Mondiale            | + 2' 09"    |
| 5è | Valentin Madouas          | Groupama-FDJ                | + 2' 17"    |
| 6è | Amaro Antunes             | CCC Team                    | + 2' 45"    |
| 7è | Fausto Masnada            | Androni Giocattoli-Sidermec | + 3' 14"    |
| 8è | Pieter Serry              | Deceuninck-Quick Step       | + 3' 25"    |
| 9è | Andrey Amador Bikkazakova | Movistar Team               | + 3' 27"    |
| 10è | Sam Oomen                 | Team Sunweb                 | + 4' 57"    |

### Etapa 8
Tortoreto – Pesaro, 18 de maig de 2019, 239 km
Etapa més llarga de la present edició, amb uns primers 140 quilòmetres plans, mentre en la part final hi ha un parell de petites cotes. La victòria es va decidir a l'esprint, sent el vencedor l'australià Caleb Ewan.
| \| Classificació de l'etapa \| Classificació de l'etapa \| Classificació de l'etapa \| Classificació de l'etapa \| Classificació de l'etapa \| \| Corredor \| Corredor \| Equip \| Temps \| \| \| ------------------------ \| ------------------------ \| --------------------------- \| ------------------------ \| ------------------------ \| \| 1r \| Caleb Ewan \| Lotto-Soudal \| 5h 43' 32" \| \| \| 2n \| Elia Viviani \| Deceuninck-Quick Step \| + 0" \| \| \| 3r \| Pascal Ackermann \| Bora-Hansgrohe \| + 0" \| \| \| 4t \| Fabio Sabatini \| Deceuninck-Quick Step \| + 0" \| \| \| 5è \| Manuel Belletti \| Androni Giocattoli-Sidermec \| + 0" \| \| \| 6è \| Arnaud Démare \| Groupama-FDJ \| + 0" \| \| \| 7è \| Davide Cimolai \| Israel Cycling Academy \| + 0" \| \| \| 8è \| Marco Canola \| Nippo-Vini Fantini-Faizanè \| + 0" \| \| \| 9è \| Giacomo Nizzolo \| Dimension Data \| + 0" \| \| \| 10è \| Rüdiger Selig \| Bora-Hansgrohe \| + 0" \| \| |                  |                             |            |
| |                  |                             |            |
| Font: ProCyclingStats |                  |                             |            |
| Classificació de l'etapa |                  |                             |            |
| Corredor | Corredor         | Equip                       | Temps      |
| 1r | Caleb Ewan       | Lotto-Soudal                | 5h 43' 32" |
| 2n | Elia Viviani     | Deceuninck-Quick Step       | + 0"       |
| 3r | Pascal Ackermann | Bora-Hansgrohe              | + 0"       |
| 4t | Fabio Sabatini   | Deceuninck-Quick Step       | + 0"       |
| 5è | Manuel Belletti  | Androni Giocattoli-Sidermec | + 0"       |
| 6è | Arnaud Démare    | Groupama-FDJ                | + 0"       |
| 7è | Davide Cimolai   | Israel Cycling Academy      | + 0"       |
| 8è | Marco Canola     | Nippo-Vini Fantini-Faizanè  | + 0"       |
| 9è | Giacomo Nizzolo  | Dimension Data              | + 0"       |
| 10è | Rüdiger Selig    | Bora-Hansgrohe              | + 0"       |

| \| Classificació general \| Classificació general \| Classificació general \| Classificació general \| Classificació general \| \| Corredor \| Corredor \| Equip \| Temps \| \| \| --------------------- \| ------------------------- \| --------------------------- \| --------------------- \| --------------------- \| \| 1r \| Valerio Conti \| UAE Team Emirates \| 35h 13' 06" \| \| \| 2n \| José Joaquín Rojas Gil \| Movistar Team \| + 1' 32" \| \| \| 3r \| Giovanni Carboni \| Bardiani CSF \| + 1' 41" \| \| \| 4t \| Nans Peters \| AG2R La Mondiale \| + 2' 09" \| \| \| 5è \| Valentin Madouas \| Groupama-FDJ \| + 2' 17" \| \| \| 6è \| Amaro Antunes \| CCC Team \| + 2' 45" \| \| \| 7è \| Fausto Masnada \| Androni Giocattoli-Sidermec \| + 3' 14" \| \| \| 8è \| Pieter Serry \| Deceuninck-Quick Step \| + 3' 25" \| \| \| 9è \| Andrey Amador Bikkazakova \| Movistar Team \| + 3' 27" \| \| \| 10è \| Sam Oomen \| Team Sunweb \| + 4' 57" \| \| |                           |                             |             |
| |                           |                             |             |
| Font: ProCyclingStats |                           |                             |             |
| Classificació general |                           |                             |             |
| Corredor | Corredor                  | Equip                       | Temps       |
| 1r | Valerio Conti             | UAE Team Emirates           | 35h 13' 06" |
| 2n | José Joaquín Rojas Gil    | Movistar Team               | + 1' 32"    |
| 3r | Giovanni Carboni          | Bardiani CSF                | + 1' 41"    |
| 4t | Nans Peters               | AG2R La Mondiale            | + 2' 09"    |
| 5è | Valentin Madouas          | Groupama-FDJ                | + 2' 17"    |
| 6è | Amaro Antunes             | CCC Team                    | + 2' 45"    |
| 7è | Fausto Masnada            | Androni Giocattoli-Sidermec | + 3' 14"    |
| 8è | Pieter Serry              | Deceuninck-Quick Step       | + 3' 25"    |
| 9è | Andrey Amador Bikkazakova | Movistar Team               | + 3' 27"    |
| 10è | Sam Oomen                 | Team Sunweb                 | + 4' 57"    |

### Etapa 9
Riccione – Ciutat de San Marino, 19 de maig de 2019, 34,8 km (contrarellotge individual)
Els primers 22 quilòmetres són plans, mentre els darrers 12 tenen un desnivell ascendent del 6,5 % i rampes màximes que arriben al 10 %. La victòria fou per a l'eslovè Primož Roglič, que s'imposà per 11 segons al vigent recordman de l'hora, el belga Victor Campenaerts. Entre els grans favorits Vincenzo Nibali, amb 1' 05" perduts fou el millor classificat.
| \| Classificació de l'etapa \| Classificació de l'etapa \| Classificació de l'etapa \| Classificació de l'etapa \| Classificació de l'etapa \| \| Corredor \| Corredor \| Equip \| Temps \| \| \| ------------------------ \| ----------------------------- \| --------------------------- \| ------------------------ \| ------------------------ \| \| 1r \| Primož Roglič \| Team Jumbo-Visma \| 51' 52" \| \| \| 2n \| Victor Campenaerts \| Lotto-Soudal \| + 11" \| \| \| 3r \| Bauke Mollema \| Trek-Segafredo \| + 1' 00" \| \| \| 4t \| Vincenzo Nibali \| Bahrain-Merida \| + 1' 05" \| \| \| 5è \| Tanel Kangert \| EF Education First \| + 1' 10" \| \| \| 6è \| Chad Haga \| Team Sunweb \| + 1' 14" \| \| \| 7è \| Bob Jungels \| Deceuninck-Quick Step \| + 1' 16" \| \| \| 8è \| Hugh Carthy \| EF Education First \| + 1' 30" \| \| \| 9è \| Peio Bilbao López de Armentia \| Astana \| + 1' 43" \| \| \| 10è \| Mattia Cattaneo \| Androni Giocattoli-Sidermec \| + 1' 52" \| \| |                               |                             |          |
| |                               |                             |          |
| Font: ProCyclingStats |                               |                             |          |
| Classificació de l'etapa |                               |                             |          |
| Corredor | Corredor                      | Equip                       | Temps    |
| 1r | Primož Roglič                 | Team Jumbo-Visma            | 51' 52"  |
| 2n | Victor Campenaerts            | Lotto-Soudal                | + 11"    |
| 3r | Bauke Mollema                 | Trek-Segafredo              | + 1' 00" |
| 4t | Vincenzo Nibali               | Bahrain-Merida              | + 1' 05" |
| 5è | Tanel Kangert                 | EF Education First          | + 1' 10" |
| 6è | Chad Haga                     | Team Sunweb                 | + 1' 14" |
| 7è | Bob Jungels                   | Deceuninck-Quick Step       | + 1' 16" |
| 8è | Hugh Carthy                   | EF Education First          | + 1' 30" |
| 9è | Peio Bilbao López de Armentia | Astana                      | + 1' 43" |
| 10è | Mattia Cattaneo               | Androni Giocattoli-Sidermec | + 1' 52" |

| \| Classificació general \| Classificació general \| Classificació general \| Classificació general \| Classificació general \| \| Corredor \| Corredor \| Equip \| Temps \| \| \| --------------------- \| ----------------------------- \| --------------------------- \| --------------------- \| --------------------- \| \| 1r \| Valerio Conti \| UAE Team Emirates \| 36h 08' 32" \| \| \| 2n \| Primož Roglič \| Team Jumbo-Visma \| + 1' 50" \| \| \| 3r \| Nans Peters \| AG2R La Mondiale \| + 2' 21" \| \| \| 4t \| José Joaquín Rojas Gil \| Movistar Team \| + 2' 33" \| \| \| 5è \| Fausto Masnada \| Androni Giocattoli-Sidermec \| + 2' 36" \| \| \| 6è \| Andrey Amador Bikkazakova \| Movistar Team \| + 2' 39" \| \| \| 7è \| Amaro Antunes \| CCC Team \| + 3' 05" \| \| \| 8è \| Valentin Madouas \| Groupama-FDJ \| + 3' 27" \| \| \| 9è \| Giovanni Carboni \| Bardiani CSF \| + 3' 30" \| \| \| 10è \| Peio Bilbao López de Armentia \| Astana \| + 3' 32" \| \| |                               |                             |             |
| |                               |                             |             |
| Font: ProCyclingStats |                               |                             |             |
| Classificació general |                               |                             |             |
| Corredor | Corredor                      | Equip                       | Temps       |
| 1r | Valerio Conti                 | UAE Team Emirates           | 36h 08' 32" |
| 2n | Primož Roglič                 | Team Jumbo-Visma            | + 1' 50"    |
| 3r | Nans Peters                   | AG2R La Mondiale            | + 2' 21"    |
| 4t | José Joaquín Rojas Gil        | Movistar Team               | + 2' 33"    |
| 5è | Fausto Masnada                | Androni Giocattoli-Sidermec | + 2' 36"    |
| 6è | Andrey Amador Bikkazakova     | Movistar Team               | + 2' 39"    |
| 7è | Amaro Antunes                 | CCC Team                    | + 3' 05"    |
| 8è | Valentin Madouas              | Groupama-FDJ                | + 3' 27"    |
| 9è | Giovanni Carboni              | Bardiani CSF                | + 3' 30"    |
| 10è | Peio Bilbao López de Armentia | Astana                      | + 3' 32"    |

### Etapa 10
Ravena - Mòdena, 21 de maig de 2019, 145 km
Etapa curta i totalment plana per la vall del Po. La victòria es va decidir a l'esprint, sent el vencedor el francès Arnaud Démare.
| \| Classificació de l'etapa \| Classificació de l'etapa \| Classificació de l'etapa \| Classificació de l'etapa \| Classificació de l'etapa \| \| Corredor \| Corredor \| Equip \| Temps \| \| \| ------------------------ \| ------------------------ \| --------------------------- \| ------------------------ \| ------------------------ \| \| 1r \| Arnaud Démare \| Groupama-FDJ \| 3h 36' 07" \| \| \| 2n \| Elia Viviani \| Deceuninck-Quick Step \| + 0" \| \| \| 3r \| Rüdiger Selig \| Bora-Hansgrohe \| + 0" \| \| \| 4t \| Caleb Ewan \| Lotto-Soudal \| + 0" \| \| \| 5è \| Giacomo Nizzolo \| Dimension Data \| + 0" \| \| \| 6è \| Davide Cimolai \| Israel Cycling Academy \| + 0" \| \| \| 7è \| Manuel Belletti \| Androni Giocattoli-Sidermec \| + 0" \| \| \| 8è \| Giovanni Lonardi \| Nippo-Vini Fantini-Faizanè \| + 0" \| \| \| 9è \| Jasper De Buyst \| Lotto-Soudal \| + 0" \| \| \| 10è \| Jacopo Guarnieri \| Groupama-FDJ \| + 0" \| \| |                  |                             |            |
| |                  |                             |            |
| Font: ProCyclingStats |                  |                             |            |
| Classificació de l'etapa |                  |                             |            |
| Corredor | Corredor         | Equip                       | Temps      |
| 1r | Arnaud Démare    | Groupama-FDJ                | 3h 36' 07" |
| 2n | Elia Viviani     | Deceuninck-Quick Step       | + 0"       |
| 3r | Rüdiger Selig    | Bora-Hansgrohe              | + 0"       |
| 4t | Caleb Ewan       | Lotto-Soudal                | + 0"       |
| 5è | Giacomo Nizzolo  | Dimension Data              | + 0"       |
| 6è | Davide Cimolai   | Israel Cycling Academy      | + 0"       |
| 7è | Manuel Belletti  | Androni Giocattoli-Sidermec | + 0"       |
| 8è | Giovanni Lonardi | Nippo-Vini Fantini-Faizanè  | + 0"       |
| 9è | Jasper De Buyst  | Lotto-Soudal                | + 0"       |
| 10è | Jacopo Guarnieri | Groupama-FDJ                | + 0"       |

| \| Classificació general \| Classificació general \| Classificació general \| Classificació general \| Classificació general \| \| Corredor \| Corredor \| Equip \| Temps \| \| \| --------------------- \| ----------------------------- \| --------------------------- \| --------------------- \| --------------------- \| \| 1r \| Valerio Conti \| UAE Team Emirates \| 39h 44' 39" \| \| \| 2n \| Primož Roglič \| Team Jumbo-Visma \| + 1' 50" \| \| \| 3r \| Nans Peters \| AG2R La Mondiale \| + 2' 21" \| \| \| 4t \| José Joaquín Rojas Gil \| Movistar Team \| + 2' 33" \| \| \| 5è \| Fausto Masnada \| Androni Giocattoli-Sidermec \| + 2' 36" \| \| \| 6è \| Andrey Amador Bikkazakova \| Movistar Team \| + 2' 39" \| \| \| 7è \| Amaro Antunes \| CCC Team \| + 3' 05" \| \| \| 8è \| Valentin Madouas \| Groupama-FDJ \| + 3' 27" \| \| \| 9è \| Giovanni Carboni \| Bardiani CSF \| + 3' 30" \| \| \| 10è \| Peio Bilbao López de Armentia \| Astana \| + 3' 32" \| \| |                               |                             |             |
| |                               |                             |             |
| Font: ProCyclingStats |                               |                             |             |
| Classificació general |                               |                             |             |
| Corredor | Corredor                      | Equip                       | Temps       |
| 1r | Valerio Conti                 | UAE Team Emirates           | 39h 44' 39" |
| 2n | Primož Roglič                 | Team Jumbo-Visma            | + 1' 50"    |
| 3r | Nans Peters                   | AG2R La Mondiale            | + 2' 21"    |
| 4t | José Joaquín Rojas Gil        | Movistar Team               | + 2' 33"    |
| 5è | Fausto Masnada                | Androni Giocattoli-Sidermec | + 2' 36"    |
| 6è | Andrey Amador Bikkazakova     | Movistar Team               | + 2' 39"    |
| 7è | Amaro Antunes                 | CCC Team                    | + 3' 05"    |
| 8è | Valentin Madouas              | Groupama-FDJ                | + 3' 27"    |
| 9è | Giovanni Carboni              | Bardiani CSF                | + 3' 30"    |
| 10è | Peio Bilbao López de Armentia | Astana                      | + 3' 32"    |

### Etapa 11
Carpi - Novi Ligure, 22 de maig de 2019, 221 km
Etapa llarga i totalment plana per la vall del Po. La victòria es va decidir a l'esprint, sent el vencedor l'australià Caleb Ewan.
| \| Classificació de l'etapa \| Classificació de l'etapa \| Classificació de l'etapa \| Classificació de l'etapa \| Classificació de l'etapa \| \| Corredor \| Corredor \| Equip \| Temps \| \| \| ------------------------ \| ------------------------ \| ------------------------ \| ------------------------ \| ------------------------ \| \| 1r \| Caleb Ewan \| Lotto-Soudal \| 5h 17' 26" \| \| \| 2n \| Arnaud Démare \| Groupama-FDJ \| + 0" \| \| \| 3r \| Pascal Ackermann \| Bora-Hansgrohe \| + 0" \| \| \| 4t \| Elia Viviani \| Deceuninck-Quick Step \| + 0" \| \| \| 5è \| Davide Cimolai \| Israel Cycling Academy \| + 0" \| \| \| 6è \| Simone Consonni \| UAE Team Emirates \| + 0" \| \| \| 7è \| Ryan Gibbons \| Dimension Data \| + 0" \| \| \| 8è \| Giacomo Nizzolo \| Dimension Data \| + 0" \| \| \| 9è \| Jakub Mareczko \| CCC Team \| + 0" \| \| \| 10è \| Sean Bennett \| EF Education First \| + 0" \| \| |                  |                        |            |
| |                  |                        |            |
| Font: ProCyclingStats |                  |                        |            |
| Classificació de l'etapa |                  |                        |            |
| Corredor | Corredor         | Equip                  | Temps      |
| 1r | Caleb Ewan       | Lotto-Soudal           | 5h 17' 26" |
| 2n | Arnaud Démare    | Groupama-FDJ           | + 0"       |
| 3r | Pascal Ackermann | Bora-Hansgrohe         | + 0"       |
| 4t | Elia Viviani     | Deceuninck-Quick Step  | + 0"       |
| 5è | Davide Cimolai   | Israel Cycling Academy | + 0"       |
| 6è | Simone Consonni  | UAE Team Emirates      | + 0"       |
| 7è | Ryan Gibbons     | Dimension Data         | + 0"       |
| 8è | Giacomo Nizzolo  | Dimension Data         | + 0"       |
| 9è | Jakub Mareczko   | CCC Team               | + 0"       |
| 10è | Sean Bennett     | EF Education First     | + 0"       |

| \| Classificació general \| Classificació general \| Classificació general \| Classificació general \| Classificació general \| \| Corredor \| Corredor \| Equip \| Temps \| \| \| --------------------- \| ----------------------------- \| --------------------------- \| --------------------- \| --------------------- \| \| 1r \| Valerio Conti \| UAE Team Emirates \| 45h 02' 05" \| \| \| 2n \| Primož Roglič \| Team Jumbo-Visma \| + 1' 50" \| \| \| 3r \| Nans Peters \| AG2R La Mondiale \| + 2' 21" \| \| \| 4t \| José Joaquín Rojas Gil \| Movistar Team \| + 2' 33" \| \| \| 5è \| Fausto Masnada \| Androni Giocattoli-Sidermec \| + 2' 36" \| \| \| 6è \| Andrey Amador Bikkazakova \| Movistar Team \| + 2' 39" \| \| \| 7è \| Amaro Antunes \| CCC Team \| + 3' 05" \| \| \| 8è \| Valentin Madouas \| Groupama-FDJ \| + 3' 27" \| \| \| 9è \| Giovanni Carboni \| Bardiani CSF \| + 3' 30" \| \| \| 10è \| Peio Bilbao López de Armentia \| Astana \| + 3' 32" \| \| |                               |                             |             |
| |                               |                             |             |
| Font: ProCyclingStats |                               |                             |             |
| Classificació general |                               |                             |             |
| Corredor | Corredor                      | Equip                       | Temps       |
| 1r | Valerio Conti                 | UAE Team Emirates           | 45h 02' 05" |
| 2n | Primož Roglič                 | Team Jumbo-Visma            | + 1' 50"    |
| 3r | Nans Peters                   | AG2R La Mondiale            | + 2' 21"    |
| 4t | José Joaquín Rojas Gil        | Movistar Team               | + 2' 33"    |
| 5è | Fausto Masnada                | Androni Giocattoli-Sidermec | + 2' 36"    |
| 6è | Andrey Amador Bikkazakova     | Movistar Team               | + 2' 39"    |
| 7è | Amaro Antunes                 | CCC Team                    | + 3' 05"    |
| 8è | Valentin Madouas              | Groupama-FDJ                | + 3' 27"    |
| 9è | Giovanni Carboni              | Bardiani CSF                | + 3' 30"    |
| 10è | Peio Bilbao López de Armentia | Astana                      | + 3' 32"    |

### Etapa 12
Cuneo - Pinerolo, 23 de maig de 2019, 158 km
Etapa de mitja muntanya, amb el primer port de primera categoria de la present edició, el Montoso, amb 8,8 km al 9,4 €, que es corona a manca de 32 km per l'arribada. A 2,5 km per l'arribada els ciclistes hauran de superar l'ascensió a la Via Principi d'Acaja (450 metres amb un desnivell mitjà del 14% i màximes que arriben al 20 %, sobre llambordes. Esprintadors com Elia Viviani i Caleb Ewan no prenen la sortida. L'etapa va estar marcada per una llarga i nombrosa escapada entre la que hi havia ciclistes com Gianluca Brambilla, Eros Capecchi, Damiano Caruso, Edward Dunbar i Jan Polanc. En la dura ascensió al Montosa l'escapada es trenca, amb un trio al capdavant que veu com un quartet se li uneix en el descens. La petita cota situada a poc més de 2 km torna a trencar el grup dels escapats i la victòria se l'acaben disputant tres ciclistes a l'esprint. Cesare Benedetti és el més ràpid, mentre Jan Polanc s'acaba vestint amb el mallot rosa en detriment del seu company d'equip, Valerio Conti.
| \| Classificació de l'etapa \| Classificació de l'etapa \| Classificació de l'etapa \| Classificació de l'etapa \| Classificació de l'etapa \| \| Corredor \| Corredor \| Equip \| Temps \| \| \| ------------------------ \| ------------------------ \| --------------------------- \| ------------------------ \| ------------------------ \| \| 1r \| Cesare Benedetti \| Bora-Hansgrohe \| 3h 41' 49" \| \| \| 2n \| Damiano Caruso \| Bahrain-Merida \| + 0" \| \| \| 3r \| Edward Dunbar \| Team Ineos \| + 0" \| \| \| 4t \| Gianluca Brambilla \| Trek-Segafredo \| + 2" \| \| \| 5è \| Eros Capecchi \| Deceuninck-Quick Step \| + 6" \| \| \| 6è \| Jan Polanc \| UAE Team Emirates \| + 25" \| \| \| 7è \| Matteo Montaguti \| Androni Giocattoli-Sidermec \| + 34" \| \| \| 8è \| Thomas De Gendt \| Lotto-Soudal \| + 2' 36" \| \| \| 9è \| Francesco Gavazzi \| Androni Giocattoli-Sidermec \| + 2' 36" \| \| \| 10è \| Manuel Senni \| Bardiani CSF \| + 2' 38" \| \| |                    |                             |            |
| |                    |                             |            |
| Font: ProCyclingStats |                    |                             |            |
| Classificació de l'etapa |                    |                             |            |
| Corredor | Corredor           | Equip                       | Temps      |
| 1r | Cesare Benedetti   | Bora-Hansgrohe              | 3h 41' 49" |
| 2n | Damiano Caruso     | Bahrain-Merida              | + 0"       |
| 3r | Edward Dunbar      | Team Ineos                  | + 0"       |
| 4t | Gianluca Brambilla | Trek-Segafredo              | + 2"       |
| 5è | Eros Capecchi      | Deceuninck-Quick Step       | + 6"       |
| 6è | Jan Polanc         | UAE Team Emirates           | + 25"      |
| 7è | Matteo Montaguti   | Androni Giocattoli-Sidermec | + 34"      |
| 8è | Thomas De Gendt    | Lotto-Soudal                | + 2' 36"   |
| 9è | Francesco Gavazzi  | Androni Giocattoli-Sidermec | + 2' 36"   |
| 10è | Manuel Senni       | Bardiani CSF                | + 2' 38"   |

| \| Classificació general \| Classificació general \| Classificació general \| Classificació general \| Classificació general \| \| Corredor \| Corredor \| Equip \| Temps \| \| \| --------------------- \| -------------------------- \| --------------------- \| --------------------- \| --------------------- \| \| 1r \| Jan Polanc \| UAE Team Emirates \| 48h 49' 40" \| \| \| 2n \| Primož Roglič \| Team Jumbo-Visma \| + 4' 07" \| \| \| 3r \| Valerio Conti \| UAE Team Emirates \| + 4' 51" \| \| \| 4t \| Eros Capecchi \| Deceuninck-Quick Step \| + 5' 02" \| \| \| 5è \| Vincenzo Nibali \| Bahrain-Merida \| + 5' 51" \| \| \| 6è \| Bauke Mollema \| Trek-Segafredo \| + 6' 02" \| \| \| 7è \| Rafał Majka \| Bora-Hansgrohe \| + 7' 00" \| \| \| 8è \| Richard Carapaz Montenegro \| Movistar Team \| + 7' 23" \| \| \| 9è \| Andrey Amador Bikkazakova \| Movistar Team \| + 7' 30" \| \| \| 10è \| Hugh Carthy \| EF Education First \| + 7' 33" \| \| |                            |                       |             |
| |                            |                       |             |
| Font: ProCyclingStats |                            |                       |             |
| Classificació general |                            |                       |             |
| Corredor | Corredor                   | Equip                 | Temps       |
| 1r | Jan Polanc                 | UAE Team Emirates     | 48h 49' 40" |
| 2n | Primož Roglič              | Team Jumbo-Visma      | + 4' 07"    |
| 3r | Valerio Conti              | UAE Team Emirates     | + 4' 51"    |
| 4t | Eros Capecchi              | Deceuninck-Quick Step | + 5' 02"    |
| 5è | Vincenzo Nibali            | Bahrain-Merida        | + 5' 51"    |
| 6è | Bauke Mollema              | Trek-Segafredo        | + 6' 02"    |
| 7è | Rafał Majka                | Bora-Hansgrohe        | + 7' 00"    |
| 8è | Richard Carapaz Montenegro | Movistar Team         | + 7' 23"    |
| 9è | Andrey Amador Bikkazakova  | Movistar Team         | + 7' 30"    |
| 10è | Hugh Carthy                | EF Education First    | + 7' 33"    |

### Etapa 13
Pinerolo - Ceresole Reale, 24 de maig de 2019, 196 km
Etapa d'alta muntanya, amb les ascensions al Coll de Lys (13,6 km al 6,8), el Plan del Lupo (14, km al 7,1%) i l'ascensió final a Ceresole Reale (20 km al 5,9 %) i cim situat a 2.247 msnm. Només començar l'etapa es forma una escapada integrada per 27 ciclistes, entre els quals destaquen Andrey Amador, Héctor Carretero, José Joaquín Rojas, Tony Gallopin, Alexis Vuillermoz, Ion Izagirre, Domenico Pozzovivo, Davide Formolo, Thomas De Gendt, Mikel Nieve, Ilnur Zakarin, Bauke Mollema i Giulio Ciccone. En el descens del Coll del Lys Tao Geoghegan Hart cau i es veu obligat a abandonar. En l'ascensió al Plan del Lupo l'escapada perd molts dels seus integrants, mentre pel darrere l'Astana Qazaqstan Team accelera el gran grup, cosa que posa contra les cordes al líder. A manca de 30 km Fausto Masnada és el primer en atacar, però és seguit per quatre ciclistes. En començar la darrera ascensió els escapats disposen de 35 segons sobre els immediats perseguidors i dos minuts i mig sobre el gran grup. Per davant queden Bauke Mollema, Ciccone, Zakarin i Mikel Nieve. En el grup de favorits Mikel Landa ataca, mentre Simon Yates i Jan Polanc tenen problemes. Landa, ajudat pels seus companys Amador i Carretero, augmenta les diferències sobre els favorits. L'etapa serà guanyada per Ilnur Zakarin, seguit per Nieve a 35" i Landa a 1' 19". Primož Roglič i Vincenzo Nibali arriben a 2'57" i Polanc conserva el mallot rosa.
| \| Classificació de l'etapa \| Classificació de l'etapa \| Classificació de l'etapa \| Classificació de l'etapa \| Classificació de l'etapa \| \| Corredor \| Corredor \| Equip \| Temps \| \| \| ------------------------ \| -------------------------- \| ------------------------ \| ------------------------ \| ------------------------ \| \| 1r \| Ilnur Zakarin \| Katusha-Alpecin \| 5h 34' 40" \| \| \| 2n \| Mikel Nieve Iturralde \| Mitchelton-Scott \| + 35" \| \| \| 3r \| Mikel Landa Meana \| Movistar Team \| + 1' 20" \| \| \| 4t \| Richard Carapaz Montenegro \| Movistar Team \| + 1' 38" \| \| \| 5è \| Bauke Mollema \| Trek-Segafredo \| + 1' 45" \| \| \| 6è \| Rafał Majka \| Bora-Hansgrohe \| + 2' 07" \| \| \| 7è \| Primož Roglič \| Team Jumbo-Visma \| + 2' 57" \| \| \| 8è \| Vincenzo Nibali \| Bahrain-Merida \| + 2' 57" \| \| \| 9è \| Pàvel Sivakov \| Team Ineos \| + 3' 34" \| \| \| 10è \| Davide Formolo \| Bora-Hansgrohe \| + 3' 50" \| \| |                            |                  |            |
| |                            |                  |            |
| Font: ProCyclingStats |                            |                  |            |
| Classificació de l'etapa |                            |                  |            |
| Corredor | Corredor                   | Equip            | Temps      |
| 1r | Ilnur Zakarin              | Katusha-Alpecin  | 5h 34' 40" |
| 2n | Mikel Nieve Iturralde      | Mitchelton-Scott | + 35"      |
| 3r | Mikel Landa Meana          | Movistar Team    | + 1' 20"   |
| 4t | Richard Carapaz Montenegro | Movistar Team    | + 1' 38"   |
| 5è | Bauke Mollema              | Trek-Segafredo   | + 1' 45"   |
| 6è | Rafał Majka                | Bora-Hansgrohe   | + 2' 07"   |
| 7è | Primož Roglič              | Team Jumbo-Visma | + 2' 57"   |
| 8è | Vincenzo Nibali            | Bahrain-Merida   | + 2' 57"   |
| 9è | Pàvel Sivakov              | Team Ineos       | + 3' 34"   |
| 10è | Davide Formolo             | Bora-Hansgrohe   | + 3' 50"   |

| \| Classificació general \| Classificació general \| Classificació general \| Classificació general \| Classificació general \| \| Corredor \| Corredor \| Equip \| Temps \| \| \| --------------------- \| -------------------------- \| --------------------- \| --------------------- \| --------------------- \| \| 1r \| Jan Polanc \| UAE Team Emirates \| 54h 28' 59" \| \| \| 2n \| Primož Roglič \| Team Jumbo-Visma \| + 2' 25" \| \| \| 3r \| Ilnur Zakarin \| Katusha-Alpecin \| + 2' 56" \| \| \| 4t \| Bauke Mollema \| Trek-Segafredo \| + 3' 06" \| \| \| 5è \| Vincenzo Nibali \| Bahrain-Merida \| + 4' 09" \| \| \| 6è \| Richard Carapaz Montenegro \| Movistar Team \| + 4' 22" \| \| \| 7è \| Rafał Majka \| Bora-Hansgrohe \| + 4' 28" \| \| \| 8è \| Mikel Landa Meana \| Movistar Team \| + 5' 08" \| \| \| 9è \| Pàvel Sivakov \| Team Ineos \| + 7' 13" \| \| \| 10è \| Miguel Ángel López Moreno \| Astana \| + 7' 48" \| \| |                            |                   |             |
| |                            |                   |             |
| Font: ProCyclingStats |                            |                   |             |
| Classificació general |                            |                   |             |
| Corredor | Corredor                   | Equip             | Temps       |
| 1r | Jan Polanc                 | UAE Team Emirates | 54h 28' 59" |
| 2n | Primož Roglič              | Team Jumbo-Visma  | + 2' 25"    |
| 3r | Ilnur Zakarin              | Katusha-Alpecin   | + 2' 56"    |
| 4t | Bauke Mollema              | Trek-Segafredo    | + 3' 06"    |
| 5è | Vincenzo Nibali            | Bahrain-Merida    | + 4' 09"    |
| 6è | Richard Carapaz Montenegro | Movistar Team     | + 4' 22"    |
| 7è | Rafał Majka                | Bora-Hansgrohe    | + 4' 28"    |
| 8è | Mikel Landa Meana          | Movistar Team     | + 5' 08"    |
| 9è | Pàvel Sivakov              | Team Ineos        | + 7' 13"    |
| 10è | Miguel Ángel López Moreno  | Astana            | + 7' 48"    |

### Etapa 14
Sent-Vincent - Courmayeur, 25 de maig de 2019, 131 km
Etapa d'alta muntanya, amb cinc ascensions puntuables. Destaquen dos ports de primera, el Verrogne (14,3 km al 7,0%) i el Coll San Carlo (10,1 km al 9,8%), que després d'un llarg descens condueix el recorregut fins a l'ascensió final a Courmayeur. En la primera ascensió del dia es produeixen importants moviments, amb escapades de Simon Yates, Primož Roglič i Richard Carapaz, però ràpidament són neutralitzats. Poc després es crea una escapada amb homes com Fausto Masnada, Giulio Ciccone, Andrey Amador i Hugh Carthy, però no tindran cap opció de guanyar l'etapa, ja que en la dura ascensió al San Carlo els favorits acceleren el ritme. El primer en moure's és Vincenzo Nibali, ràpidament reintegrat al gran grup, però quan ataca Richard Carapaz ningú el pot seguir. Corona amb poc més de mig minut, però en el descens i posterior ascensió fins a Courmayeur augmenta les diferències fins al 1'32" sobre Yates i 1'54" sobre el grup de Roglič, Nibali i Mikel Landa. El líder, Jan Polanc, perd més de 7' 30" i perd el liderat en favor de Carapaz, primer equatorià en vestir el mallot rosa.
| \| Classificació de l'etapa \| Classificació de l'etapa \| Classificació de l'etapa \| Classificació de l'etapa \| Classificació de l'etapa \| \| Corredor \| Corredor \| Equip \| Temps \| \| \| ------------------------ \| -------------------------- \| ------------------------ \| ------------------------ \| ------------------------ \| \| 1r \| Richard Carapaz Montenegro \| Movistar Team \| 4h 02' 23" \| \| \| 2n \| Simon Yates \| Mitchelton-Scott \| + 1' 32" \| \| \| 3r \| Vincenzo Nibali \| Bahrain-Merida \| + 1' 54" \| \| \| 4t \| Rafał Majka \| Bora-Hansgrohe \| + 1' 54" \| \| \| 5è \| Mikel Landa Meana \| Movistar Team \| + 1' 54" \| \| \| 6è \| Miguel Ángel López Moreno \| Astana \| + 1' 54" \| \| \| 7è \| Pàvel Sivakov \| Team Ineos \| + 1' 54" \| \| \| 8è \| Primož Roglič \| Team Jumbo-Visma \| + 1' 54" \| \| \| 9è \| Joe Dombrowski \| EF Education First \| + 1' 54" \| \| \| 10è \| Damiano Caruso \| Bahrain-Merida \| + 2' 01" \| \| |                            |                    |            |
| |                            |                    |            |
| Font: ProCyclingStats |                            |                    |            |
| Classificació de l'etapa |                            |                    |            |
| Corredor | Corredor                   | Equip              | Temps      |
| 1r | Richard Carapaz Montenegro | Movistar Team      | 4h 02' 23" |
| 2n | Simon Yates                | Mitchelton-Scott   | + 1' 32"   |
| 3r | Vincenzo Nibali            | Bahrain-Merida     | + 1' 54"   |
| 4t | Rafał Majka                | Bora-Hansgrohe     | + 1' 54"   |
| 5è | Mikel Landa Meana          | Movistar Team      | + 1' 54"   |
| 6è | Miguel Ángel López Moreno  | Astana             | + 1' 54"   |
| 7è | Pàvel Sivakov              | Team Ineos         | + 1' 54"   |
| 8è | Primož Roglič              | Team Jumbo-Visma   | + 1' 54"   |
| 9è | Joe Dombrowski             | EF Education First | + 1' 54"   |
| 10è | Damiano Caruso             | Bahrain-Merida     | + 2' 01"   |

| \| Classificació general \| Classificació general \| Classificació general \| Classificació general \| Classificació general \| \| Corredor \| Corredor \| Equip \| Temps \| \| \| --------------------- \| -------------------------- \| --------------------- \| --------------------- \| --------------------- \| \| 1r \| Richard Carapaz Montenegro \| Movistar Team \| 58h 35' 34" \| \| \| 2n \| Primož Roglič \| Team Jumbo-Visma \| + 7" \| \| \| 3r \| Vincenzo Nibali \| Bahrain-Merida \| + 1' 47" \| \| \| 4t \| Rafał Majka \| Bora-Hansgrohe \| + 2' 10" \| \| \| 5è \| Mikel Landa Meana \| Movistar Team \| + 2' 50" \| \| \| 6è \| Bauke Mollema \| Trek-Segafredo \| + 2' 58" \| \| \| 7è \| Jan Polanc \| UAE Team Emirates \| + 3' 29" \| \| \| 8è \| Pàvel Sivakov \| Team Ineos \| + 4' 55" \| \| \| 9è \| Simon Yates \| Mitchelton-Scott \| + 5' 28" \| \| \| 10è \| Miguel Ángel López Moreno \| Astana \| + 5' 30" \| \| |                            |                   |             |
| |                            |                   |             |
| Font: ProCyclingStats |                            |                   |             |
| Classificació general |                            |                   |             |
| Corredor | Corredor                   | Equip             | Temps       |
| 1r | Richard Carapaz Montenegro | Movistar Team     | 58h 35' 34" |
| 2n | Primož Roglič              | Team Jumbo-Visma  | + 7"        |
| 3r | Vincenzo Nibali            | Bahrain-Merida    | + 1' 47"    |
| 4t | Rafał Majka                | Bora-Hansgrohe    | + 2' 10"    |
| 5è | Mikel Landa Meana          | Movistar Team     | + 2' 50"    |
| 6è | Bauke Mollema              | Trek-Segafredo    | + 2' 58"    |
| 7è | Jan Polanc                 | UAE Team Emirates | + 3' 29"    |
| 8è | Pàvel Sivakov              | Team Ineos        | + 4' 55"    |
| 9è | Simon Yates                | Mitchelton-Scott  | + 5' 28"    |
| 10è | Miguel Ángel López Moreno  | Astana            | + 5' 30"    |

### Etapa 15
Ivrea - Como, 26 de maig de 2019, 232 km
Etapa molt llarga, amb uns primers 150 km gairebé plans, mentre en els darrers 80 km es concentren dues ascensions de segons i una de tercera que es corona a tan sols 9 km per l'arribada. L'etapa va estar marcada per una llarga escapada protagonitzada per Mattia Cattaneo i Dario Cataldo que va arribar a disposa d'un quart d'hora sobre un gran grup comandat pel Movistar Team i el Mitchelton-Scott. En l'ascensió a Sormano, Simon Yates accelera i és seguit primer per Mikel Landa, Richard Carapaz i Vincenzo Nibali i poc després per la resta de favorits. Miguel Ángel López ataca i corona a 4' 15" dels escapats. En l'ascensió a Civiglio Primož Roglič no podrà seguir el ritme imposat per Vincenzo Nibali. El duet capdavanter corona amb 1 minut sobre el grup de Carapaz i 15" més tard ho fa el grup de Roglič. En el descens Roglič pateix una caiguda sense conseqüències físiques, però que li farà perdre un temps valuós en l'arribada respecte a Carapaz. La victòria final serà per Dario Cataldo.
| \| Classificació de l'etapa \| Classificació de l'etapa \| Classificació de l'etapa \| Classificació de l'etapa \| Classificació de l'etapa \| \| Corredor \| Corredor \| Equip \| Temps \| \| \| ------------------------ \| -------------------------- \| --------------------------- \| ------------------------ \| ------------------------ \| \| 1r \| Dario Cataldo \| Astana \| 5h 48' 15" \| \| \| 2n \| Mattia Cattaneo \| Androni Giocattoli-Sidermec \| + 0" \| \| \| 3r \| Simon Yates \| Mitchelton-Scott \| + 11" \| \| \| 4t \| Hugh Carthy \| EF Education First \| + 11" \| \| \| 5è \| Richard Carapaz Montenegro \| Movistar Team \| + 11" \| \| \| 6è \| Vincenzo Nibali \| Bahrain-Merida \| + 11" \| \| \| 7è \| Miguel Ángel López Moreno \| Astana \| + 36" \| \| \| 8è \| Rafał Majka \| Bora-Hansgrohe \| + 36" \| \| \| 9è \| Domenico Pozzovivo \| Bahrain-Merida \| + 36" \| \| \| 10è \| Mikel Landa Meana \| Movistar Team \| + 36" \| \| |                            |                             |            |
| |                            |                             |            |
| Font: ProCyclingStats |                            |                             |            |
| Classificació de l'etapa |                            |                             |            |
| Corredor | Corredor                   | Equip                       | Temps      |
| 1r | Dario Cataldo              | Astana                      | 5h 48' 15" |
| 2n | Mattia Cattaneo            | Androni Giocattoli-Sidermec | + 0"       |
| 3r | Simon Yates                | Mitchelton-Scott            | + 11"      |
| 4t | Hugh Carthy                | EF Education First          | + 11"      |
| 5è | Richard Carapaz Montenegro | Movistar Team               | + 11"      |
| 6è | Vincenzo Nibali            | Bahrain-Merida              | + 11"      |
| 7è | Miguel Ángel López Moreno  | Astana                      | + 36"      |
| 8è | Rafał Majka                | Bora-Hansgrohe              | + 36"      |
| 9è | Domenico Pozzovivo         | Bahrain-Merida              | + 36"      |
| 10è | Mikel Landa Meana          | Movistar Team               | + 36"      |

| \| Classificació general \| Classificació general \| Classificació general \| Classificació general \| Classificació general \| \| Corredor \| Corredor \| Equip \| Temps \| \| \| --------------------- \| -------------------------- \| --------------------- \| --------------------- \| --------------------- \| \| 1r \| Richard Carapaz Montenegro \| Movistar Team \| 64h 24' 00" \| \| \| 2n \| Primož Roglič \| Team Jumbo-Visma \| + 47" \| \| \| 3r \| Vincenzo Nibali \| Bahrain-Merida \| + 1' 47" \| \| \| 4t \| Rafał Majka \| Bora-Hansgrohe \| + 2' 35" \| \| \| 5è \| Mikel Landa Meana \| Movistar Team \| + 3' 15" \| \| \| 6è \| Bauke Mollema \| Trek-Segafredo \| + 3' 38" \| \| \| 7è \| Jan Polanc \| UAE Team Emirates \| + 4' 12" \| \| \| 8è \| Simon Yates \| Mitchelton-Scott \| + 5' 24" \| \| \| 9è \| Pàvel Sivakov \| Team Ineos \| + 5' 48" \| \| \| 10è \| Miguel Ángel López Moreno \| Astana \| + 5' 55" \| \| |                            |                   |             |
| |                            |                   |             |
| Font: ProCyclingStats |                            |                   |             |
| Classificació general |                            |                   |             |
| Corredor | Corredor                   | Equip             | Temps       |
| 1r | Richard Carapaz Montenegro | Movistar Team     | 64h 24' 00" |
| 2n | Primož Roglič              | Team Jumbo-Visma  | + 47"       |
| 3r | Vincenzo Nibali            | Bahrain-Merida    | + 1' 47"    |
| 4t | Rafał Majka                | Bora-Hansgrohe    | + 2' 35"    |
| 5è | Mikel Landa Meana          | Movistar Team     | + 3' 15"    |
| 6è | Bauke Mollema              | Trek-Segafredo    | + 3' 38"    |
| 7è | Jan Polanc                 | UAE Team Emirates | + 4' 12"    |
| 8è | Simon Yates                | Mitchelton-Scott  | + 5' 24"    |
| 9è | Pàvel Sivakov              | Team Ineos        | + 5' 48"    |
| 10è | Miguel Ángel López Moreno  | Astana            | + 5' 55"    |

### Etapa 16
Lovere - Ponte di Legno, 28 de maig de 2019, 194 km
| \| Classificació de l'etapa \| Classificació de l'etapa \| Classificació de l'etapa \| Classificació de l'etapa \| Classificació de l'etapa \| \| Corredor \| Corredor \| Equip \| Temps \| \| \| ------------------------ \| -------------------------- \| --------------------------- \| ------------------------ \| ------------------------ \| \| 1r \| Giulio Ciccone \| Trek-Segafredo \| 5h 36' 24" \| \| \| 2n \| Jan Hirt \| Astana \| + 0" \| \| \| 3r \| Fausto Masnada \| Androni Giocattoli-Sidermec \| + 1' 20" \| \| \| 4t \| Vincenzo Nibali \| Bahrain-Merida \| + 1' 41" \| \| \| 5è \| Hugh Carthy \| EF Education First \| + 1' 41" \| \| \| 6è \| Richard Carapaz Montenegro \| Movistar Team \| + 1' 41" \| \| \| 7è \| Mikel Landa Meana \| Movistar Team \| + 1' 41" \| \| \| 8è \| Joe Dombrowski \| EF Education First \| + 1' 41" \| \| \| 9è \| Damiano Caruso \| Bahrain-Merida \| + 1' 49" \| \| \| 10è \| Mattia Cattaneo \| Androni Giocattoli-Sidermec \| + 2' 03" \| \| |                            |                             |            |
| |                            |                             |            |
| Font: ProCyclingStats |                            |                             |            |
| Classificació de l'etapa |                            |                             |            |
| Corredor | Corredor                   | Equip                       | Temps      |
| 1r | Giulio Ciccone             | Trek-Segafredo              | 5h 36' 24" |
| 2n | Jan Hirt                   | Astana                      | + 0"       |
| 3r | Fausto Masnada             | Androni Giocattoli-Sidermec | + 1' 20"   |
| 4t | Vincenzo Nibali            | Bahrain-Merida              | + 1' 41"   |
| 5è | Hugh Carthy                | EF Education First          | + 1' 41"   |
| 6è | Richard Carapaz Montenegro | Movistar Team               | + 1' 41"   |
| 7è | Mikel Landa Meana          | Movistar Team               | + 1' 41"   |
| 8è | Joe Dombrowski             | EF Education First          | + 1' 41"   |
| 9è | Damiano Caruso             | Bahrain-Merida              | + 1' 49"   |
| 10è | Mattia Cattaneo            | Androni Giocattoli-Sidermec | + 2' 03"   |

| \| Classificació general \| Classificació general \| Classificació general \| Classificació general \| Classificació general \| \| Corredor \| Corredor \| Equip \| Temps \| \| \| --------------------- \| -------------------------- \| --------------------- \| --------------------- \| --------------------- \| \| 1r \| Richard Carapaz Montenegro \| Movistar Team \| 70h 02' 05" \| \| \| 2n \| Vincenzo Nibali \| Bahrain-Merida \| + 1' 47" \| \| \| 3r \| Primož Roglič \| Team Jumbo-Visma \| + 2' 09" \| \| \| 4t \| Mikel Landa Meana \| Movistar Team \| + 3' 15" \| \| \| 5è \| Bauke Mollema \| Trek-Segafredo \| + 5' 00" \| \| \| 6è \| Rafał Majka \| Bora-Hansgrohe \| + 5' 40" \| \| \| 7è \| Miguel Ángel López Moreno \| Astana \| + 6' 17" \| \| \| 8è \| Simon Yates \| Mitchelton-Scott \| + 6' 46" \| \| \| 9è \| Pàvel Sivakov \| Team Ineos \| + 7' 51" \| \| \| 10è \| Jan Polanc \| UAE Team Emirates \| + 8' 06" \| \| |                            |                   |             |
| |                            |                   |             |
| Font: ProCyclingStats |                            |                   |             |
| Classificació general |                            |                   |             |
| Corredor | Corredor                   | Equip             | Temps       |
| 1r | Richard Carapaz Montenegro | Movistar Team     | 70h 02' 05" |
| 2n | Vincenzo Nibali            | Bahrain-Merida    | + 1' 47"    |
| 3r | Primož Roglič              | Team Jumbo-Visma  | + 2' 09"    |
| 4t | Mikel Landa Meana          | Movistar Team     | + 3' 15"    |
| 5è | Bauke Mollema              | Trek-Segafredo    | + 5' 00"    |
| 6è | Rafał Majka                | Bora-Hansgrohe    | + 5' 40"    |
| 7è | Miguel Ángel López Moreno  | Astana            | + 6' 17"    |
| 8è | Simon Yates                | Mitchelton-Scott  | + 6' 46"    |
| 9è | Pàvel Sivakov              | Team Ineos        | + 7' 51"    |
| 10è | Jan Polanc                 | UAE Team Emirates | + 8' 06"    |

### Etapa 17
Commezzadura - Rasen-Antholz, 29 de maig de 2019, 181 km
| \| Classificació de l'etapa \| Classificació de l'etapa \| Classificació de l'etapa \| Classificació de l'etapa \| Classificació de l'etapa \| \| Corredor \| Corredor \| Equip \| Temps \| \| \| ------------------------ \| ------------------------ \| --------------------------- \| ------------------------ \| ------------------------ \| \| 1r \| Nans Peters \| AG2R La Mondiale \| 4h 41' 34" \| \| \| 2n \| Esteban Chaves Rubio \| Mitchelton-Scott \| + 1' 34" \| \| \| 3r \| Davide Formolo \| Bora-Hansgrohe \| + 1' 51" \| \| \| 4t \| Fausto Masnada \| Androni Giocattoli-Sidermec \| + 1' 51" \| \| \| 5è \| Krists Neilands \| Israel Cycling Academy \| + 1' 51" \| \| \| 6è \| Tanel Kangert \| EF Education First \| + 2' 02" \| \| \| 7è \| Valerio Conti \| UAE Team Emirates \| + 2' 08" \| \| \| 8è \| Gianluca Brambilla \| Trek-Segafredo \| + 2' 08" \| \| \| 9è \| Chris Hamilton \| Team Sunweb \| + 2' 22" \| \| \| 10è \| Andrea Vendrame \| Androni Giocattoli-Sidermec \| + 2' 34" \| \| |                      |                             |            |
| |                      |                             |            |
| Font: ProCyclingStats |                      |                             |            |
| Classificació de l'etapa |                      |                             |            |
| Corredor | Corredor             | Equip                       | Temps      |
| 1r | Nans Peters          | AG2R La Mondiale            | 4h 41' 34" |
| 2n | Esteban Chaves Rubio | Mitchelton-Scott            | + 1' 34"   |
| 3r | Davide Formolo       | Bora-Hansgrohe              | + 1' 51"   |
| 4t | Fausto Masnada       | Androni Giocattoli-Sidermec | + 1' 51"   |
| 5è | Krists Neilands      | Israel Cycling Academy      | + 1' 51"   |
| 6è | Tanel Kangert        | EF Education First          | + 2' 02"   |
| 7è | Valerio Conti        | UAE Team Emirates           | + 2' 08"   |
| 8è | Gianluca Brambilla   | Trek-Segafredo              | + 2' 08"   |
| 9è | Chris Hamilton       | Team Sunweb                 | + 2' 22"   |
| 10è | Andrea Vendrame      | Androni Giocattoli-Sidermec | + 2' 34"   |

| \| Classificació general \| Classificació general \| Classificació general \| Classificació general \| Classificació general \| \| Corredor \| Corredor \| Equip \| Temps \| \| \| --------------------- \| -------------------------- \| --------------------- \| --------------------- \| --------------------- \| \| 1r \| Richard Carapaz Montenegro \| Movistar Team \| 74h 48' 18" \| \| \| 2n \| Vincenzo Nibali \| Bahrain-Merida \| + 1' 54" \| \| \| 3r \| Primož Roglič \| Team Jumbo-Visma \| + 2' 16" \| \| \| 4t \| Mikel Landa Meana \| Movistar Team \| + 3' 03" \| \| \| 5è \| Bauke Mollema \| Trek-Segafredo \| + 5' 07" \| \| \| 6è \| Miguel Ángel López Moreno \| Astana \| + 6' 17" \| \| \| 7è \| Rafał Majka \| Bora-Hansgrohe \| + 6' 48" \| \| \| 8è \| Simon Yates \| Mitchelton-Scott \| + 7' 13" \| \| \| 9è \| Pàvel Sivakov \| Team Ineos \| + 8' 21" \| \| \| 10è \| Davide Formolo \| Bora-Hansgrohe \| + 8' 59" \| \| |                            |                  |             |
| |                            |                  |             |
| Font: ProCyclingStats |                            |                  |             |
| Classificació general |                            |                  |             |
| Corredor | Corredor                   | Equip            | Temps       |
| 1r | Richard Carapaz Montenegro | Movistar Team    | 74h 48' 18" |
| 2n | Vincenzo Nibali            | Bahrain-Merida   | + 1' 54"    |
| 3r | Primož Roglič              | Team Jumbo-Visma | + 2' 16"    |
| 4t | Mikel Landa Meana          | Movistar Team    | + 3' 03"    |
| 5è | Bauke Mollema              | Trek-Segafredo   | + 5' 07"    |
| 6è | Miguel Ángel López Moreno  | Astana           | + 6' 17"    |
| 7è | Rafał Majka                | Bora-Hansgrohe   | + 6' 48"    |
| 8è | Simon Yates                | Mitchelton-Scott | + 7' 13"    |
| 9è | Pàvel Sivakov              | Team Ineos       | + 8' 21"    |
| 10è | Davide Formolo             | Bora-Hansgrohe   | + 8' 59"    |

### Etapa 18
Olang - Santa Maria di Sala, 30 de maig de 2019, 222 km
| \| Classificació de l'etapa \| Classificació de l'etapa \| Classificació de l'etapa \| Classificació de l'etapa \| Classificació de l'etapa \| \| Corredor \| Corredor \| Equip \| Temps \| \| \| ------------------------ \| ------------------------ \| --------------------------- \| ------------------------ \| ------------------------ \| \| 1r \| Damiano Cima \| Nippo-Vini Fantini-Faizanè \| 4h 56' 04" \| \| \| 2n \| Pascal Ackermann \| Bora-Hansgrohe \| + 0" \| \| \| 3r \| Simone Consonni \| UAE Team Emirates \| + 0" \| \| \| 4t \| Florian Sénéchal \| Deceuninck-Quick Step \| + 0" \| \| \| 5è \| Ryan Gibbons \| Dimension Data \| + 0" \| \| \| 6è \| Manuel Belletti \| Androni Giocattoli-Sidermec \| + 0" \| \| \| 7è \| Davide Cimolai \| Israel Cycling Academy \| + 0" \| \| \| 8è \| Arnaud Démare \| Groupama-FDJ \| + 0" \| \| \| 9è \| Sean Bennett \| EF Education First \| + 0" \| \| \| 10è \| Mirco Maestri \| Bardiani CSF \| + 0" \| \| |                  |                             |            |
| |                  |                             |            |
| Font: ProCyclingStats |                  |                             |            |
| Classificació de l'etapa |                  |                             |            |
| Corredor | Corredor         | Equip                       | Temps      |
| 1r | Damiano Cima     | Nippo-Vini Fantini-Faizanè  | 4h 56' 04" |
| 2n | Pascal Ackermann | Bora-Hansgrohe              | + 0"       |
| 3r | Simone Consonni  | UAE Team Emirates           | + 0"       |
| 4t | Florian Sénéchal | Deceuninck-Quick Step       | + 0"       |
| 5è | Ryan Gibbons     | Dimension Data              | + 0"       |
| 6è | Manuel Belletti  | Androni Giocattoli-Sidermec | + 0"       |
| 7è | Davide Cimolai   | Israel Cycling Academy      | + 0"       |
| 8è | Arnaud Démare    | Groupama-FDJ                | + 0"       |
| 9è | Sean Bennett     | EF Education First          | + 0"       |
| 10è | Mirco Maestri    | Bardiani CSF                | + 0"       |

| \| Classificació general \| Classificació general \| Classificació general \| Classificació general \| Classificació general \| \| Corredor \| Corredor \| Equip \| Temps \| \| \| --------------------- \| -------------------------- \| --------------------- \| --------------------- \| --------------------- \| \| 1r \| Richard Carapaz Montenegro \| Movistar Team \| 79h 44' 22" \| \| \| 2n \| Vincenzo Nibali \| Bahrain-Merida \| + 1' 54" \| \| \| 3r \| Primož Roglič \| Team Jumbo-Visma \| + 2' 16" \| \| \| 4t \| Mikel Landa Meana \| Movistar Team \| + 3' 03" \| \| \| 5è \| Bauke Mollema \| Trek-Segafredo \| + 5' 07" \| \| \| 6è \| Miguel Ángel López Moreno \| Astana \| + 6' 17" \| \| \| 7è \| Rafał Majka \| Bora-Hansgrohe \| + 6' 48" \| \| \| 8è \| Simon Yates \| Mitchelton-Scott \| + 7' 13" \| \| \| 9è \| Pàvel Sivakov \| Team Ineos \| + 8' 21" \| \| \| 10è \| Davide Formolo \| Bora-Hansgrohe \| + 8' 59" \| \| |                            |                  |             |
| |                            |                  |             |
| Font: ProCyclingStats |                            |                  |             |
| Classificació general |                            |                  |             |
| Corredor | Corredor                   | Equip            | Temps       |
| 1r | Richard Carapaz Montenegro | Movistar Team    | 79h 44' 22" |
| 2n | Vincenzo Nibali            | Bahrain-Merida   | + 1' 54"    |
| 3r | Primož Roglič              | Team Jumbo-Visma | + 2' 16"    |
| 4t | Mikel Landa Meana          | Movistar Team    | + 3' 03"    |
| 5è | Bauke Mollema              | Trek-Segafredo   | + 5' 07"    |
| 6è | Miguel Ángel López Moreno  | Astana           | + 6' 17"    |
| 7è | Rafał Majka                | Bora-Hansgrohe   | + 6' 48"    |
| 8è | Simon Yates                | Mitchelton-Scott | + 7' 13"    |
| 9è | Pàvel Sivakov              | Team Ineos       | + 8' 21"    |
| 10è | Davide Formolo             | Bora-Hansgrohe   | + 8' 59"    |

### Etapa 19
Treviso - San Martino di Castrozza, 31 de maig de 2019, 151 km
| \| Classificació de l'etapa \| Classificació de l'etapa \| Classificació de l'etapa \| Classificació de l'etapa \| Classificació de l'etapa \| \| Corredor \| Corredor \| Equip \| Temps \| \| \| ------------------------ \| ------------------------ \| --------------------------- \| ------------------------ \| ------------------------ \| \| 1r \| Esteban Chaves Rubio \| Mitchelton-Scott \| 4h 01' 31" \| \| \| 2n \| Andrea Vendrame \| Androni Giocattoli-Sidermec \| + 10" \| \| \| 3r \| Amaro Antunes \| CCC Team \| + 12" \| \| \| 4t \| Giovanni Carboni \| Bardiani CSF \| + 24" \| \| \| 5è \| Pieter Serry \| Deceuninck-Quick Step \| + 32" \| \| \| 6è \| François Bidard \| AG2R La Mondiale \| + 35" \| \| \| 7è \| Marco Canola \| Nippo-Vini Fantini-Faizanè \| + 1' 02" \| \| \| 8è \| Manuele Boaro \| Astana \| + 1' 37" \| \| \| 9è \| Manuel Senni \| Bardiani CSF \| + 1' 53" \| \| \| 10è \| Olivier Le Gac \| Groupama-FDJ \| + 2' 33" \| \| |                      |                             |            |
| |                      |                             |            |
| Font: ProCyclingStats |                      |                             |            |
| Classificació de l'etapa |                      |                             |            |
| Corredor | Corredor             | Equip                       | Temps      |
| 1r | Esteban Chaves Rubio | Mitchelton-Scott            | 4h 01' 31" |
| 2n | Andrea Vendrame      | Androni Giocattoli-Sidermec | + 10"      |
| 3r | Amaro Antunes        | CCC Team                    | + 12"      |
| 4t | Giovanni Carboni     | Bardiani CSF                | + 24"      |
| 5è | Pieter Serry         | Deceuninck-Quick Step       | + 32"      |
| 6è | François Bidard      | AG2R La Mondiale            | + 35"      |
| 7è | Marco Canola         | Nippo-Vini Fantini-Faizanè  | + 1' 02"   |
| 8è | Manuele Boaro        | Astana                      | + 1' 37"   |
| 9è | Manuel Senni         | Bardiani CSF                | + 1' 53"   |
| 10è | Olivier Le Gac       | Groupama-FDJ                | + 2' 33"   |

| \| Classificació general \| Classificació general \| Classificació general \| Classificació general \| Classificació general \| \| Corredor \| Corredor \| Equip \| Temps \| \| \| --------------------- \| -------------------------- \| --------------------- \| --------------------- \| --------------------- \| \| 1r \| Richard Carapaz Montenegro \| Movistar Team \| 83h 52' 22" \| \| \| 2n \| Vincenzo Nibali \| Bahrain-Merida \| + 1' 54" \| \| \| 3r \| Primož Roglič \| Team Jumbo-Visma \| + 2' 16" \| \| \| 4t \| Mikel Landa Meana \| Movistar Team \| + 3' 03" \| \| \| 5è \| Bauke Mollema \| Trek-Segafredo \| + 5' 07" \| \| \| 6è \| Miguel Ángel López Moreno \| Astana \| + 5' 33" \| \| \| 7è \| Rafał Majka \| Bora-Hansgrohe \| + 6' 48" \| \| \| 8è \| Simon Yates \| Mitchelton-Scott \| + 7' 17" \| \| \| 9è \| Pàvel Sivakov \| Team Ineos \| + 8' 27" \| \| \| 10è \| Davide Formolo \| Bora-Hansgrohe \| + 10' 06" \| \| |                            |                  |             |
| |                            |                  |             |
| Font: ProCyclingStats |                            |                  |             |
| Classificació general |                            |                  |             |
| Corredor | Corredor                   | Equip            | Temps       |
| 1r | Richard Carapaz Montenegro | Movistar Team    | 83h 52' 22" |
| 2n | Vincenzo Nibali            | Bahrain-Merida   | + 1' 54"    |
| 3r | Primož Roglič              | Team Jumbo-Visma | + 2' 16"    |
| 4t | Mikel Landa Meana          | Movistar Team    | + 3' 03"    |
| 5è | Bauke Mollema              | Trek-Segafredo   | + 5' 07"    |
| 6è | Miguel Ángel López Moreno  | Astana           | + 5' 33"    |
| 7è | Rafał Majka                | Bora-Hansgrohe   | + 6' 48"    |
| 8è | Simon Yates                | Mitchelton-Scott | + 7' 17"    |
| 9è | Pàvel Sivakov              | Team Ineos       | + 8' 27"    |
| 10è | Davide Formolo             | Bora-Hansgrohe   | + 10' 06"   |

### Etapa 20
Feltre - Croce d'Aune, 1 de juny de 2019, 194 km
| \| Classificació de l'etapa \| Classificació de l'etapa \| Classificació de l'etapa \| Classificació de l'etapa \| Classificació de l'etapa \| \| Corredor \| Corredor \| Equip \| Temps \| \| \| ------------------------ \| ----------------------------- \| ------------------------ \| ------------------------ \| ------------------------ \| \| 1r \| Peio Bilbao López de Armentia \| Astana \| 5h 46' 02" \| \| \| 2n \| Mikel Landa Meana \| Movistar Team \| + 0" \| \| \| 3r \| Giulio Ciccone \| Trek-Segafredo \| + 2" \| \| \| 4t \| Richard Carapaz Montenegro \| Movistar Team \| + 4" \| \| \| 5è \| Vincenzo Nibali \| Bahrain-Merida \| + 4" \| \| \| 6è \| Tanel Kangert \| EF Education First \| + 15" \| \| \| 7è \| Mikel Nieve Iturralde \| Mitchelton-Scott \| + 15" \| \| \| 8è \| Valentin Madouas \| Groupama-FDJ \| + 25" \| \| \| 9è \| Rafał Majka \| Bora-Hansgrohe \| + 44" \| \| \| 10è \| Domenico Pozzovivo \| Bahrain-Merida \| + 44" \| \| |                               |                    |            |
| |                               |                    |            |
| Font: ProCyclingStats |                               |                    |            |
| Classificació de l'etapa |                               |                    |            |
| Corredor | Corredor                      | Equip              | Temps      |
| 1r | Peio Bilbao López de Armentia | Astana             | 5h 46' 02" |
| 2n | Mikel Landa Meana             | Movistar Team      | + 0"       |
| 3r | Giulio Ciccone                | Trek-Segafredo     | + 2"       |
| 4t | Richard Carapaz Montenegro    | Movistar Team      | + 4"       |
| 5è | Vincenzo Nibali               | Bahrain-Merida     | + 4"       |
| 6è | Tanel Kangert                 | EF Education First | + 15"      |
| 7è | Mikel Nieve Iturralde         | Mitchelton-Scott   | + 15"      |
| 8è | Valentin Madouas              | Groupama-FDJ       | + 25"      |
| 9è | Rafał Majka                   | Bora-Hansgrohe     | + 44"      |
| 10è | Domenico Pozzovivo            | Bahrain-Merida     | + 44"      |

| \| Classificació general \| Classificació general \| Classificació general \| Classificació general \| Classificació general \| \| Corredor \| Corredor \| Equip \| Temps \| \| \| --------------------- \| -------------------------- \| --------------------- \| --------------------- \| --------------------- \| \| 1r \| Richard Carapaz Montenegro \| Movistar Team \| 89h 38' 28" \| \| \| 2n \| Vincenzo Nibali \| Bahrain-Merida \| + 1' 54" \| \| \| 3r \| Mikel Landa Meana \| Movistar Team \| + 2' 53" \| \| \| 4t \| Primož Roglič \| Team Jumbo-Visma \| + 3' 16" \| \| \| 5è \| Bauke Mollema \| Trek-Segafredo \| + 5' 51" \| \| \| 6è \| Miguel Ángel López Moreno \| Astana \| + 7' 18" \| \| \| 7è \| Rafał Majka \| Bora-Hansgrohe \| + 7' 28" \| \| \| 8è \| Simon Yates \| Mitchelton-Scott \| + 8' 01" \| \| \| 9è \| Pàvel Sivakov \| Team Ineos \| + 9' 11" \| \| \| 10è \| Ilnur Zakarin \| Katusha-Alpecin \| + 12' 50" \| \| |                            |                  |             |
| |                            |                  |             |
| Font: ProCyclingStats |                            |                  |             |
| Classificació general |                            |                  |             |
| Corredor | Corredor                   | Equip            | Temps       |
| 1r | Richard Carapaz Montenegro | Movistar Team    | 89h 38' 28" |
| 2n | Vincenzo Nibali            | Bahrain-Merida   | + 1' 54"    |
| 3r | Mikel Landa Meana          | Movistar Team    | + 2' 53"    |
| 4t | Primož Roglič              | Team Jumbo-Visma | + 3' 16"    |
| 5è | Bauke Mollema              | Trek-Segafredo   | + 5' 51"    |
| 6è | Miguel Ángel López Moreno  | Astana           | + 7' 18"    |
| 7è | Rafał Majka                | Bora-Hansgrohe   | + 7' 28"    |
| 8è | Simon Yates                | Mitchelton-Scott | + 8' 01"    |
| 9è | Pàvel Sivakov              | Team Ineos       | + 9' 11"    |
| 10è | Ilnur Zakarin              | Katusha-Alpecin  | + 12' 50"   |

### Etapa 21
Verona - Verona, 2 de juny de 2019, 17 km, contrarellotge individual
| \| Classificació de l'etapa \| Classificació de l'etapa \| Classificació de l'etapa \| Classificació de l'etapa \| Classificació de l'etapa \| \| Corredor \| Corredor \| Equip \| Temps \| \| \| ------------------------ \| ----------------------------- \| --------------------------- \| ------------------------ \| ------------------------ \| \| 1r \| Chad Haga \| Team Sunweb \| 22' 07" \| \| \| 2n \| Victor Campenaerts \| Lotto-Soudal \| + 4" \| \| \| 3r \| Thomas De Gendt \| Lotto-Soudal \| + 6" \| \| \| 4t \| Damiano Caruso \| Bahrain-Merida \| + 9" \| \| \| 5è \| Tobias Ludvigsson \| Groupama-FDJ \| + 11" \| \| \| 6è \| Josef Černý \| CCC Team \| + 11" \| \| \| 7è \| Peio Bilbao López de Armentia \| Astana \| + 17" \| \| \| 8è \| Mattia Cattaneo \| Androni Giocattoli-Sidermec \| + 20" \| \| \| 9è \| Vincenzo Nibali \| Bahrain-Merida \| + 23" \| \| \| 10è \| Primož Roglič \| Team Jumbo-Visma \| + 26" \| \| |                               |                             |         |
| |                               |                             |         |
| Font: ProCyclingStats |                               |                             |         |
| Classificació de l'etapa |                               |                             |         |
| Corredor | Corredor                      | Equip                       | Temps   |
| 1r | Chad Haga                     | Team Sunweb                 | 22' 07" |
| 2n | Victor Campenaerts            | Lotto-Soudal                | + 4"    |
| 3r | Thomas De Gendt               | Lotto-Soudal                | + 6"    |
| 4t | Damiano Caruso                | Bahrain-Merida              | + 9"    |
| 5è | Tobias Ludvigsson             | Groupama-FDJ                | + 11"   |
| 6è | Josef Černý                   | CCC Team                    | + 11"   |
| 7è | Peio Bilbao López de Armentia | Astana                      | + 17"   |
| 8è | Mattia Cattaneo               | Androni Giocattoli-Sidermec | + 20"   |
| 9è | Vincenzo Nibali               | Bahrain-Merida              | + 23"   |
| 10è | Primož Roglič                 | Team Jumbo-Visma            | + 26"   |

| \| Classificació general \| Classificació general \| Classificació general \| Classificació general \| Classificació general \| \| Corredor \| Corredor \| Equip \| Temps \| \| \| --------------------- \| -------------------------- \| --------------------- \| --------------------- \| --------------------- \| \| 1r \| Richard Carapaz Montenegro \| Movistar Team \| 90h 01' 47" \| \| \| 2n \| Vincenzo Nibali \| Bahrain-Merida \| + 1' 05" \| \| \| 3r \| Primož Roglič \| Team Jumbo-Visma \| + 2' 30" \| \| \| 4t \| Mikel Landa Meana \| Movistar Team \| + 2' 38" \| \| \| 5è \| Bauke Mollema \| Trek-Segafredo \| + 5' 43" \| \| \| 6è \| Rafał Majka \| Bora-Hansgrohe \| + 6' 56" \| \| \| 7è \| Miguel Ángel López Moreno \| Astana \| + 7' 26" \| \| \| 8è \| Simon Yates \| Mitchelton-Scott \| + 7' 49" \| \| \| 9è \| Pàvel Sivakov \| Team Ineos \| + 8' 56" \| \| \| 10è \| Ilnur Zakarin \| Katusha-Alpecin \| + 12' 14" \| \| |                            |                  |             |
| |                            |                  |             |
| Font: ProCyclingStats |                            |                  |             |
| Classificació general |                            |                  |             |
| Corredor | Corredor                   | Equip            | Temps       |
| 1r | Richard Carapaz Montenegro | Movistar Team    | 90h 01' 47" |
| 2n | Vincenzo Nibali            | Bahrain-Merida   | + 1' 05"    |
| 3r | Primož Roglič              | Team Jumbo-Visma | + 2' 30"    |
| 4t | Mikel Landa Meana          | Movistar Team    | + 2' 38"    |
| 5è | Bauke Mollema              | Trek-Segafredo   | + 5' 43"    |
| 6è | Rafał Majka                | Bora-Hansgrohe   | + 6' 56"    |
| 7è | Miguel Ángel López Moreno  | Astana           | + 7' 26"    |
| 8è | Simon Yates                | Mitchelton-Scott | + 7' 49"    |
| 9è | Pàvel Sivakov              | Team Ineos       | + 8' 56"    |
| 10è | Ilnur Zakarin              | Katusha-Alpecin  | + 12' 14"   |

## Classificacions finals

### Classificació general
| \| Classificació general \| Classificació general \| Classificació general \| Classificació general \| Classificació general \| \| Corredor \| Corredor \| Equip \| Temps \| \| \| --------------------- \| -------------------------- \| --------------------------- \| --------------------- \| --------------------- \| \| 1r \| Richard Carapaz Montenegro \| Movistar Team \| 90h 01' 47" \| \| \| 2n \| Vincenzo Nibali \| Bahrain-Merida \| + 1' 05" \| \| \| 3r \| Primož Roglič \| Team Jumbo-Visma \| + 2' 30" \| \| \| 4t \| Mikel Landa Meana \| Movistar Team \| + 2' 38" \| \| \| 5è \| Bauke Mollema \| Trek-Segafredo \| + 5' 43" \| \| \| 6è \| Rafał Majka \| Bora-Hansgrohe \| + 6' 56" \| \| \| 7è \| Miguel Ángel López Moreno \| Astana \| + 7' 26" \| \| \| 8è \| Simon Yates \| Mitchelton-Scott \| + 7' 49" \| \| \| 9è \| Pàvel Sivakov \| Team Ineos \| + 8' 56" \| \| \| 10è \| Ilnur Zakarin \| Katusha-Alpecin \| + 12' 14" \| \| \| 11è \| Hugh Carthy \| EF Education First \| + 16' 36" \| \| \| 12è \| Joe Dombrowski \| EF Education First \| + 20' 12" \| \| \| 13è \| Valentin Madouas \| Groupama-FDJ \| + 21' 59" \| \| \| 14è \| Davide Formolo \| Bora-Hansgrohe \| + 22' 38" \| \| \| 15è \| Jan Polanc \| UAE Team Emirates \| + 22' 38" \| \| \| 16è \| Giulio Ciccone \| Trek-Segafredo \| + 27' 19" \| \| \| 17è \| Mikel Nieve Iturralde \| Mitchelton-Scott \| + 27' 46" \| \| \| 18è \| Tanel Kangert \| EF Education First \| + 30' 11" \| \| \| 19è \| Domenico Pozzovivo \| Bahrain-Merida \| + 33' 40" \| \| \| 20è \| Fausto Masnada \| Androni Giocattoli-Sidermec \| + 34' 52" \| \| |                            |                             |             |
| |                            |                             |             |
| Font: ProCyclingStats |                            |                             |             |
| Classificació general |                            |                             |             |
| Corredor | Corredor                   | Equip                       | Temps       |
| 1r | Richard Carapaz Montenegro | Movistar Team               | 90h 01' 47" |
| 2n | Vincenzo Nibali            | Bahrain-Merida              | + 1' 05"    |
| 3r | Primož Roglič              | Team Jumbo-Visma            | + 2' 30"    |
| 4t | Mikel Landa Meana          | Movistar Team               | + 2' 38"    |
| 5è | Bauke Mollema              | Trek-Segafredo              | + 5' 43"    |
| 6è | Rafał Majka                | Bora-Hansgrohe              | + 6' 56"    |
| 7è | Miguel Ángel López Moreno  | Astana                      | + 7' 26"    |
| 8è | Simon Yates                | Mitchelton-Scott            | + 7' 49"    |
| 9è | Pàvel Sivakov              | Team Ineos                  | + 8' 56"    |
| 10è | Ilnur Zakarin              | Katusha-Alpecin             | + 12' 14"   |
| 11è | Hugh Carthy                | EF Education First          | + 16' 36"   |
| 12è | Joe Dombrowski             | EF Education First          | + 20' 12"   |
| 13è | Valentin Madouas           | Groupama-FDJ                | + 21' 59"   |
| 14è | Davide Formolo             | Bora-Hansgrohe              | + 22' 38"   |
| 15è | Jan Polanc                 | UAE Team Emirates           | + 22' 38"   |
| 16è | Giulio Ciccone             | Trek-Segafredo              | + 27' 19"   |
| 17è | Mikel Nieve Iturralde      | Mitchelton-Scott            | + 27' 46"   |
| 18è | Tanel Kangert              | EF Education First          | + 30' 11"   |
| 19è | Domenico Pozzovivo         | Bahrain-Merida              | + 33' 40"   |
| 20è | Fausto Masnada             | Androni Giocattoli-Sidermec | + 34' 52"   |

### Classificacions secundàries
| Classificació per punts | Classificació per punts       | Classificació per punts     | Classificació per punts | Classificació per punts |
| Corredor                | Corredor                      | Equip                       | Punts                   |                         |
| ----------------------- | ----------------------------- | --------------------------- | ----------------------- | ----------------------- |
| 1r                      | Pascal Ackermann              | Bora-Hansgrohe              | 226 pts                 |                         |
| 2n                      | Arnaud Démare                 | Groupama-FDJ                | 213 pts                 |                         |
| 3r                      | Damiano Cima                  | Nippo-Vini Fantini-Faizanè  | 104 pts                 |                         |
| 4t                      | Fausto Masnada                | Androni Giocattoli-Sidermec | 93 pts                  |                         |
| 5è                      | Richard Carapaz Montenegro    | Movistar Team               | 90 pts                  |                         |
| 6è                      | Davide Cimolai                | Israel Cycling Academy      | 60 pts                  |                         |
| 7è                      | Mirco Maestri                 | Bardiani CSF                | 54 pts                  |                         |
| 8è                      | Vincenzo Nibali               | Bahrain-Merida              | 51 pts                  |                         |
| 9è                      | Primož Roglič                 | Team Jumbo-Visma            | 50 pts                  |                         |
| 10è                     | Peio Bilbao López de Armentia | Astana                      | 48 pts                  |                         |

| Classificació per punts | Classificació per punts       | Classificació per punts     | Classificació per punts | Classificació per punts |
| Corredor                | Corredor                      | Equip                       | Punts                   |                         |
| ----------------------- | ----------------------------- | --------------------------- | ----------------------- | ----------------------- |
| 1r                      | Pascal Ackermann              | Bora-Hansgrohe              | 226 pts                 |                         |
| 2n                      | Arnaud Démare                 | Groupama-FDJ                | 213 pts                 |                         |
| 3r                      | Damiano Cima                  | Nippo-Vini Fantini-Faizanè  | 104 pts                 |                         |
| 4t                      | Fausto Masnada                | Androni Giocattoli-Sidermec | 93 pts                  |                         |
| 5è                      | Richard Carapaz Montenegro    | Movistar Team               | 90 pts                  |                         |
| 6è                      | Davide Cimolai                | Israel Cycling Academy      | 60 pts                  |                         |
| 7è                      | Mirco Maestri                 | Bardiani CSF                | 54 pts                  |                         |
| 8è                      | Vincenzo Nibali               | Bahrain-Merida              | 51 pts                  |                         |
| 9è                      | Primož Roglič                 | Team Jumbo-Visma            | 50 pts                  |                         |
| 10è                     | Peio Bilbao López de Armentia | Astana                      | 48 pts                  |                         |

| Classificació de la muntanya | Classificació de la muntanya  | Classificació de la muntanya | Classificació de la muntanya | Classificació de la muntanya |
| Corredor                     | Corredor                      | Equip                        | Punts                        |                              |
| ---------------------------- | ----------------------------- | ---------------------------- | ---------------------------- | ---------------------------- |
| 1r                           | Giulio Ciccone                | Trek-Segafredo               | 267 pts                      |                              |
| 2n                           | Fausto Masnada                | Androni Giocattoli-Sidermec  | 115 pts                      |                              |
| 3r                           | Damiano Caruso                | Bahrain-Merida               | 86 pts                       |                              |
| 4t                           | Richard Carapaz Montenegro    | Movistar Team                | 75 pts                       |                              |
| 5è                           | Mikel Nieve Iturralde         | Mitchelton-Scott             | 68 pts                       |                              |
| 6è                           | Ilnur Zakarin                 | Katusha-Alpecin              | 54 pts                       |                              |
| 7è                           | Mattia Cattaneo               | Androni Giocattoli-Sidermec  | 53 pts                       |                              |
| 8è                           | Peio Bilbao López de Armentia | Astana                       | 46 pts                       |                              |
| 9è                           | Mikel Landa Meana             | Movistar Team                | 42 pts                       |                              |
| 10è                          | Gianluca Brambilla            | Trek-Segafredo               | 40 pts                       |                              |

| Classificació de la muntanya | Classificació de la muntanya  | Classificació de la muntanya | Classificació de la muntanya | Classificació de la muntanya |
| Corredor                     | Corredor                      | Equip                        | Punts                        |                              |
| ---------------------------- | ----------------------------- | ---------------------------- | ---------------------------- | ---------------------------- |
| 1r                           | Giulio Ciccone                | Trek-Segafredo               | 267 pts                      |                              |
| 2n                           | Fausto Masnada                | Androni Giocattoli-Sidermec  | 115 pts                      |                              |
| 3r                           | Damiano Caruso                | Bahrain-Merida               | 86 pts                       |                              |
| 4t                           | Richard Carapaz Montenegro    | Movistar Team                | 75 pts                       |                              |
| 5è                           | Mikel Nieve Iturralde         | Mitchelton-Scott             | 68 pts                       |                              |
| 6è                           | Ilnur Zakarin                 | Katusha-Alpecin              | 54 pts                       |                              |
| 7è                           | Mattia Cattaneo               | Androni Giocattoli-Sidermec  | 53 pts                       |                              |
| 8è                           | Peio Bilbao López de Armentia | Astana                       | 46 pts                       |                              |
| 9è                           | Mikel Landa Meana             | Movistar Team                | 42 pts                       |                              |
| 10è                          | Gianluca Brambilla            | Trek-Segafredo               | 40 pts                       |                              |

| Classificació del millor jove | Classificació del millor jove | Classificació del millor jove | Classificació del millor jove | Classificació del millor jove |
| Corredor                      | Corredor                      | Equip                         | Temps                         |                               |
| ----------------------------- | ----------------------------- | ----------------------------- | ----------------------------- | ----------------------------- |
| 1r                            | Miguel Ángel López Moreno     | Astana                        | 90h 09' 13"                   |                               |
| 2n                            | Pàvel Sivakov                 | Team Ineos                    | + 1' 30"                      |                               |
| 3r                            | Hugh Carthy                   | EF Education First            | + 9' 10"                      |                               |
| 4t                            | Valentin Madouas              | Groupama-FDJ                  | + 14' 33"                     |                               |
| 5è                            | Giulio Ciccone                | Trek-Segafredo                | + 19' 53"                     |                               |
| 6è                            | Edward Dunbar                 | Team Ineos                    | + 35' 00"                     |                               |
| 7è                            | Lucas Hamilton                | Mitchelton-Scott              | + 57' 05"                     |                               |
| 8è                            | Ben O'Connor                  | Dimension Data                | + 1h 10' 23"                  |                               |
| 9è                            | Chris Hamilton                | Team Sunweb                   | + 1h 16' 36"                  |                               |
| 10è                           | Jai Hindley                   | Team Sunweb                   | + 1h 20' 43"                  |                               |

| Classificació del millor jove | Classificació del millor jove | Classificació del millor jove | Classificació del millor jove | Classificació del millor jove |
| Corredor                      | Corredor                      | Equip                         | Temps                         |                               |
| ----------------------------- | ----------------------------- | ----------------------------- | ----------------------------- | ----------------------------- |
| 1r                            | Miguel Ángel López Moreno     | Astana                        | 90h 09' 13"                   |                               |
| 2n                            | Pàvel Sivakov                 | Team Ineos                    | + 1' 30"                      |                               |
| 3r                            | Hugh Carthy                   | EF Education First            | + 9' 10"                      |                               |
| 4t                            | Valentin Madouas              | Groupama-FDJ                  | + 14' 33"                     |                               |
| 5è                            | Giulio Ciccone                | Trek-Segafredo                | + 19' 53"                     |                               |
| 6è                            | Edward Dunbar                 | Team Ineos                    | + 35' 00"                     |                               |
| 7è                            | Lucas Hamilton                | Mitchelton-Scott              | + 57' 05"                     |                               |
| 8è                            | Ben O'Connor                  | Dimension Data                | + 1h 10' 23"                  |                               |
| 9è                            | Chris Hamilton                | Team Sunweb                   | + 1h 16' 36"                  |                               |
| 10è                           | Jai Hindley                   | Team Sunweb                   | + 1h 20' 43"                  |                               |

| Classificació per equips | Classificació per equips    | Classificació per equips | Classificació per equips |
| Equip                    | Equip                       | Temps                    |                          |
| ------------------------ | --------------------------- | ------------------------ | ------------------------ |
| 1r                       | Movistar Team               | 270h 44' 14"             |                          |
| 2n                       | Astana                      | + 17' 36"                |                          |
| 3r                       | Bahrain-Merida              | + 18' 31"                |                          |
| 4t                       | EF Education First          | + 25' 35"                |                          |
| 5è                       | Mitchelton-Scott            | + 30' 56"                |                          |
| 6è                       | Ineos                       | + 37' 36"                |                          |
| 7è                       | Trek-Segafredo              | + 1h 11' 03"             |                          |
| 8è                       | Bora-hansgrohe              | + 1h 37' 39"             |                          |
| 9è                       | Androni Giocattoli-Sidermec | + 1h 37' 39"             |                          |
| 10è                      | Team Jumbo-Visma            | + 2h 07' 26"             |                          |

| Classificació per equips | Classificació per equips    | Classificació per equips | Classificació per equips |
| Equip                    | Equip                       | Temps                    |                          |
| ------------------------ | --------------------------- | ------------------------ | ------------------------ |
| 1r                       | Movistar Team               | 270h 44' 14"             |                          |
| 2n                       | Astana                      | + 17' 36"                |                          |
| 3r                       | Bahrain-Merida              | + 18' 31"                |                          |
| 4t                       | EF Education First          | + 25' 35"                |                          |
| 5è                       | Mitchelton-Scott            | + 30' 56"                |                          |
| 6è                       | Ineos                       | + 37' 36"                |                          |
| 7è                       | Trek-Segafredo              | + 1h 11' 03"             |                          |
| 8è                       | Bora-hansgrohe              | + 1h 37' 39"             |                          |
| 9è                       | Androni Giocattoli-Sidermec | + 1h 37' 39"             |                          |
| 10è                      | Team Jumbo-Visma            | + 2h 07' 26"             |                          |

#### Altres classificacions
- Classificació dels esprints intermedis :  Fausto Masnada (88 punts)
- Premi de la combativitat :  Fausto Masnada (74 punts)
- Classificació Fuga Pinarello :  Damiano Cima (932 punts)
- Cima Coppi :  Fausto Masnada
- Cima Pantani :  Giulio Ciccone

## Evolució de les classificacions
| Etapa                  | Vencedor               | Classificació general | Classificació per punts | Classificació de la muntanya | Classificació dels joves | Trofeu Super Team           |
| ---------------------- | ---------------------- | --------------------- | ----------------------- | ---------------------------- | ------------------------ | --------------------------- |
| 1                      | Primož Roglič          | Primož Roglič         | Primož Roglič           | Giulio Ciccone               | Miguel Ángel López       | Team Jumbo-Visma            |
| 2                      | Pascal Ackermann       | Primož Roglič         | Pascal Ackermann        | Giulio Ciccone               | Miguel Ángel López       | Team Jumbo-Visma            |
| 3                      | Fernando Gaviria       | Primož Roglič         | Fernando Gaviria        | Giulio Ciccone               | Miguel Ángel López       | Team Jumbo-Visma            |
| 4                      | Richard Carapaz        | Primož Roglič         | Pascal Ackermann        | Giulio Ciccone               | Miguel Ángel López       | Bora-Hansgrohe              |
| 5                      | Pascal Ackermann       | Primož Roglič         | Pascal Ackermann        | Giulio Ciccone               | Miguel Ángel López       | Bora-Hansgrohe              |
| 6                      | Fausto Masnada         | Valerio Conti         | Pascal Ackermann        | Giulio Ciccone               | Giovanni Carboni         | Team Movistar               |
| 7                      | Pello Bilbao           | Valerio Conti         | Pascal Ackermann        | Giulio Ciccone               | Giovanni Carboni         | Team Movistar               |
| 8                      | Caleb Ewan             | Valerio Conti         | Pascal Ackermann        | Giulio Ciccone               | Giovanni Carboni         | Team Movistar               |
| 9                      | Primož Roglič          | Valerio Conti         | Pascal Ackermann        | Giulio Ciccone               | Nans Peters              | Team Movistar               |
| 10                     | Arnaud Démare          | Valerio Conti         | Pascal Ackermann        | Giulio Ciccone               | Nans Peters              | Team Movistar               |
| 11                     | Caleb Ewan             | Valerio Conti         | Arnaud Démare           | Giulio Ciccone               | Nans Peters              | Team Movistar               |
| 12                     | Cesare Benedetti       | Jan Polanc            | Arnaud Démare           | Gianluca Brambilla           | Hugh Carthy              | Androni Giocattoli-Sidermec |
| 13                     | Ilnur Zakarin          | Jan Polanc            | Arnaud Démare           | Giulio Ciccone               | Pavel Sivakov            | Team Movistar               |
| 14                     | Richard Carapaz        | Richard Carapaz       | Arnaud Démare           | Giulio Ciccone               | Pavel Sivakov            | Team Movistar               |
| 15                     | Dario Cataldo          | Richard Carapaz       | Arnaud Démare           | Giulio Ciccone               | Pavel Sivakov            | Team Movistar               |
| 16                     | Giulio Ciccone         | Richard Carapaz       | Arnaud Démare           | Giulio Ciccone               | Miguel Ángel López       | Team Movistar               |
| 17                     | Nans Peters            | Richard Carapaz       | Arnaud Démare           | Giulio Ciccone               | Miguel Ángel López       | Team Movistar               |
| 18                     | Damiano Cima           | Richard Carapaz       | Pascal Ackermann        | Giulio Ciccone               | Miguel Ángel López       | Team Movistar               |
| 19                     | Esteban Chaves         | Richard Carapaz       | Pascal Ackermann        | Giulio Ciccone               | Miguel Ángel López       | Team Movistar               |
| 20                     | Pello Bilbao           | Richard Carapaz       | Pascal Ackermann        | Giulio Ciccone               | Miguel Ángel López       | Team Movistar               |
| 21                     | Chad Haga              | Richard Carapaz       | Pascal Ackermann        | Giulio Ciccone               | Miguel Ángel López       | Team Movistar               |
| Classificacions finals | Classificacions finals | Richard Carapaz       | Pascal Ackermann        | Giulio Ciccone               | Miguel Ángel López       | Team Movistar               |

## Participants
| Movistar Team MOV | Movistar Team MOV                | Movistar Team MOV |
| ----------------- | -------------------------------- | ----------------- |
| Núm               | Ciclista                         | Pos               |
| 1                 | Mikel Landa Meana (ESP)          | 4t                |
| 2                 | Andrey Amador Bikkazakova (CRC)  | 39è               |
| 3                 | Richard Carapaz Montenegro (ECU) | 1r                |
| 4                 | Héctor Carretero Milla (ESP)     | 88è               |
| 5                 | Lluís Mas Bonet (ESP)            | 126è              |
| 6                 | Antonio Pedrero López (ESP)      | 46è               |
| 7                 | José Joaquín Rojas Gil (ESP)     | 50è               |
| 8                 | Jasha Sütterlin (GER)            | 120è              |

| AG2R La Mondiale ALM | AG2R La Mondiale ALM    | AG2R La Mondiale ALM |
| -------------------- | ----------------------- | -------------------- |
| Núm                  | Ciclista                | Pos                  |
| 11                   | Tony Gallopin (FRA)     | DNF-16               |
| 12                   | François Bidard (FRA)   | 30è                  |
| 13                   | Nico Denz (GER)         | 124è                 |
| 14                   | Hubert Dupont (FRA)     | 47è                  |
| 15                   | Ben Gastauer (LUX)      | 79è                  |
| 16                   | Nans Peters (FRA)       | 61è                  |
| 17                   | Lawrence Warbasse (USA) | 52è                  |
| 18                   | Alexis Vuillermoz (FRA) | 29è                  |

| Androni Giocattoli-Sidermec ANS | Androni Giocattoli-Sidermec ANS | Androni Giocattoli-Sidermec ANS |
| ------------------------------- | ------------------------------- | ------------------------------- |
| Núm                             | Ciclista                        | Pos                             |
| 21                              | Francesco Gavazzi (ITA)         | 58è                             |
| 22                              | Manuel Belletti (ITA)           | 109è                            |
| 23                              | Mattia Cattaneo (ITA)           | 28è                             |
| 24                              | Miguel Flórez López (COL)       | 72è                             |
| 25                              | Marco Frapporti (ITA)           | 81è                             |
| 26                              | Fausto Masnada (ITA)            | 20è                             |
| 27                              | Matteo Montaguti (ITA)          | 53è                             |
| 28                              | Andrea Vendrame (ITA)           | 55è                             |

| Astana AST | Astana AST                          | Astana AST |
| ---------- | ----------------------------------- | ---------- |
| Núm        | Ciclista                            | Pos        |
| 31         | Miguel Ángel López Moreno (COL)     | 7è         |
| 32         | Peio Bilbao López de Armentia (ESP) | 31è        |
| 33         | Manuele Boaro (ITA)                 | 90è        |
| 34         | Dario Cataldo (ITA)                 | 48è        |
| 35         | Jan Hirt (CZE)                      | 27è        |
| 36         | Ion Izagirre Insausti (ESP)         | 36è        |
| 37         | Davide Villella (ITA)               | 60è        |
| 38         | Andrei Zeits (KAZ)                  | 26è        |

| Bahrain-Merida TBM | Bahrain-Merida TBM       | Bahrain-Merida TBM |
| ------------------ | ------------------------ | ------------------ |
| Núm                | Ciclista                 | Pos                |
| 41                 | Vincenzo Nibali (ITA)    | 2n                 |
| 42                 | Valerio Agnoli (ITA)     | 93è                |
| 43                 | Grega Bole (SLO)         | 110è               |
| 44                 | Damiano Caruso (ITA)     | 23è                |
| 45                 | Andrea Garosio (ITA)     | 98è                |
| 46                 | Kristjan Koren (SLO)     | NP-5               |
| 47                 | Antonio Nibali (ITA)     | 76è                |
| 48                 | Domenico Pozzovivo (ITA) | 19è                |

| Bardiani CSF BRD | Bardiani CSF BRD       | Bardiani CSF BRD |
| ---------------- | ---------------------- | ---------------- |
| Núm              | Ciclista               | Pos              |
| 51               | Enrico Barbin (ITA)    | DNF-14           |
| 52               | Giovanni Carboni (ITA) | 57è              |
| 53               | Luca Covili (ITA)      | 84è              |
| 54               | Mirco Maestri (ITA)    | 103è             |
| 55               | Umberto Orsini (ITA)   | NP-9             |
| 56               | Lorenzo Rota (ITA)     | 85è              |
| 57               | Manuel Senni (ITA)     | 59è              |
| 58               | Paolo Simion (ITA)     | 140è             |

| Bora-Hansgrohe BOH | Bora-Hansgrohe BOH            | Bora-Hansgrohe BOH |
| ------------------ | ----------------------------- | ------------------ |
| Núm                | Ciclista                      | Pos                |
| 61                 | Rafał Majka (POL)             | 6è                 |
| 62                 | Pascal Ackermann (GER) (ruta) | 122è               |
| 63                 | Cesare Benedetti (ITA)        | 74è                |
| 64                 | Davide Formolo (ITA)          | 14è                |
| 65                 | Jay McCarthy (AUS)            | 62è                |
| 66                 | Paweł Poljański (POL)         | 89è                |
| 67                 | Michael Schwarzmann (GER)     | 114è               |
| 68                 | Rüdiger Selig (GER)           | 127è               |

| CCC Team CCC | CCC Team CCC                         | CCC Team CCC |
| ------------ | ------------------------------------ | ------------ |
| Núm          | Ciclista                             | Pos          |
| 71           | Amaro Antunes (POR)                  | 54è          |
| 72           | Josef Černý (CZE)                    | 115è         |
| 73           | Víctor de la Parte González (ESP)    | 21è          |
| 74           | Kamil Gradek (POL)                   | 129è         |
| 75           | Jakub Mareczko (ITA)                 | FC-12        |
| 76           | Łukasz Owsian (POL)                  | 73è          |
| 77           | Laurens ten Dam (NED)                | DNF-6        |
| 78           | Francisco José Ventoso Alberdi (ESP) | 87è          |

| Deceuninck-Quick Step DQT | Deceuninck-Quick Step DQT   | Deceuninck-Quick Step DQT |
| ------------------------- | --------------------------- | ------------------------- |
| Núm                       | Ciclista                    | Pos                       |
| 81                        | Elia Viviani (ITA) (ruta)   | NP-12                     |
| 82                        | Eros Capecchi (ITA)         | 37è                       |
| 83                        | Mikkel Frølich Honoré (DEN) | 101è                      |
| 84                        | Bob Jungels (LUX) (ruta)    | 33è                       |
| 85                        | James Knox (GBR)            | NP-13                     |
| 86                        | Fabio Sabatini (ITA)        | 92è                       |
| 87                        | Florian Sénéchal (FRA)      | DNF-20                    |
| 88                        | Pieter Serry (BEL)          | 38è                       |

| EF Education First EF1 | EF Education First EF1        | EF Education First EF1 |
| ---------------------- | ----------------------------- | ---------------------- |
| Núm                    | Ciclista                      | Pos                    |
| 91                     | Sacha Modolo (ITA)            | DNF-7                  |
| 92                     | Sean Bennett (USA)            | 106è                   |
| 93                     | Matti Breschel (DEN)          | DNF-4                  |
| 94                     | Nathan Brown (USA)            | 67è                    |
| 95                     | Jonathan Caicedo Cepeda (ECU) | 108è                   |
| 96                     | Hugh Carthy (GBR)             | 11è                    |
| 97                     | Joe Dombrowski (USA)          | 12è                    |
| 98                     | Tanel Kangert (EST)           | 18è                    |

| Groupama-FDJ GFC | Groupama-FDJ GFC          | Groupama-FDJ GFC |
| ---------------- | ------------------------- | ---------------- |
| Núm              | Ciclista                  | Pos              |
| 101              | Arnaud Démare (FRA)       | 123è             |
| 102              | Jacopo Guarnieri (ITA)    | 132è             |
| 103              | Ignatas Konovalovas (LTU) | DNF-13           |
| 104              | Olivier Le Gac (FRA)      | 112è             |
| 105              | Tobias Ludvigsson (SWE)   | 82è              |
| 106              | Valentin Madouas (FRA)    | 13è              |
| 107              | Miles Scotson (AUS)       | 138è             |
| 109              | Ramon Sinkeldam (NED)     | 133è             |

| Israel Cycling Academy ICA | Israel Cycling Academy ICA | Israel Cycling Academy ICA |
| -------------------------- | -------------------------- | -------------------------- |
| Núm                        | Ciclista                   | Pos                        |
| 111                        | Davide Cimolai (ITA)       | 130è                       |
| 112                        | Awet Ghebremedhn (ERI)     | 128è                       |
| 113                        | Guillaume Boivin (CAN)     | 125è                       |
| 114                        | Conor Dunne (IRL)          | 135è                       |
| 115                        | Krists Neilands (LAT)      | 100è                       |
| 116                        | Rubén Plaza Molina (ESP)   | 71è                        |
| 117                        | Guy Niv (ISR)              | 113è                       |
| 118                        | Kristian Sbaragli (ITA)    | 77è                        |

| Lotto-Soudal LTS | Lotto-Soudal LTS         | Lotto-Soudal LTS |
| ---------------- | ------------------------ | ---------------- |
| Núm              | Ciclista                 | Pos              |
| 121              | Caleb Ewan (AUS)         | NP-12            |
| 122              | Victor Campenaerts (BEL) | 111è             |
| 123              | Jasper De Buyst (BEL)    | DNF-15           |
| 124              | Thomas De Gendt (BEL)    | 51è              |
| 125              | Adam Hansen (AUS)        | 68è              |
| 126              | Roger Kluge (GER)        | NP-13            |
| 127              | Jelle Vanendert (BEL)    | DNF-5            |
| 128              | Tosh Van der Sande (BEL) | 64è              |

| Mitchelton-Scott MTS | Mitchelton-Scott MTS          | Mitchelton-Scott MTS |
| -------------------- | ----------------------------- | -------------------- |
| Núm                  | Ciclista                      | Pos                  |
| 131                  | Simon Yates (GBR)             | 8è                   |
| 132                  | Jack Bauer (NZL)              | 95è                  |
| 133                  | Brent Bookwalter (USA)        | NP-16                |
| 134                  | Esteban Chaves Rubio (COL)    | 40è                  |
| 135                  | Luke Durbridge (AUS)          | 78è                  |
| 136                  | Lucas Hamilton (AUS)          | 25è                  |
| 137                  | Christopher Juul-Jensen (DEN) | 70è                  |
| 138                  | Mikel Nieve Iturralde (ESP)   | 17è                  |

| Nippo-Vini Fantini-Faizanè NIP | Nippo-Vini Fantini-Faizanè NIP   | Nippo-Vini Fantini-Faizanè NIP |
| ------------------------------ | -------------------------------- | ------------------------------ |
| Núm                            | Ciclista                         | Pos                            |
| 141                            | Marco Canola (ITA)               | 107è                           |
| 142                            | Damiano Cima (ITA)               | 137è                           |
| 143                            | Nicola Bagioli (ITA)             | DNF-16                         |
| 144                            | Juan José Lobato del Valle (ESP) | 134è                           |
| 145                            | Giovanni Lonardi (ITA)           | DNF-13                         |
| 146                            | Hiroki Nishimura (JPN)           | FC-1                           |
| 147                            | Sho Hatsuyama (JPN)              | 142è                           |
| 148                            | Ivan Santaromita (ITA)           | 102è                           |

| Dimension Data TDD | Dimension Data TDD           | Dimension Data TDD |
| ------------------ | ---------------------------- | ------------------ |
| Núm                | Ciclista                     | Pos                |
| 151                | Ben O'Connor (AUS)           | 32è                |
| 152                | Scott Davies (GBR)           | 118è               |
| 153                | Enrico Gasparotto (ITA)      | 69è                |
| 154                | Amanuel Gebrezgabihier (ERI) | 45è                |
| 155                | Ryan Gibbons (RSA)           | 91è                |
| 156                | Giacomo Nizzolo (ITA)        | NP-13              |
| 157                | Mark Renshaw (AUS)           | DNF-13             |
| 158                | Danilo Wyss (SUI)            | 83è                |

| Team Ineos INS | Team Ineos INS                | Team Ineos INS |
| -------------- | ----------------------------- | -------------- |
| Núm            | Ciclista                      | Pos            |
| 161            | Pàvel Sivakov (RUS)           | 9è             |
| 162            | Edward Dunbar (IRL)           | 22è            |
| 163            | Tao Geoghegan Hart (GBR)      | DNF-13         |
| 164            | Sebastián Henao Gómez (COL)   | 24è            |
| 165            | Christian Knees (GER)         | 96è            |
| 166            | Jhonatan Narváez Prado (ECU)  | 80è            |
| 167            | Salvatore Puccio (ITA)        | 86è            |
| 168            | Iván Ramiro Sosa Cuervo (COL) | 44è            |

| Team Jumbo-Visma TJV | Team Jumbo-Visma TJV  | Team Jumbo-Visma TJV |
| -------------------- | --------------------- | -------------------- |
| Núm                  | Ciclista              | Pos                  |
| 171                  | Primož Roglič (SLO)   | 3r                   |
| 172                  | Koen Bouwman (NED)    | 41è                  |
| 173                  | Laurens De Plus (BEL) | DNF-7                |
| 174                  | Sepp Kuss (USA)       | 56è                  |
| 175                  | Tom Leezer (NED)      | 119è                 |
| 176                  | Paul Martens (GER)    | 75è                  |
| 177                  | Antwan Tolhoek (NED)  | 65è                  |
| 178                  | Jos van Emden (NED)   | 104è                 |

| Katusha-Alpecin TKA | Katusha-Alpecin TKA         | Katusha-Alpecin TKA |
| ------------------- | --------------------------- | ------------------- |
| Núm                 | Ciclista                    | Pos                 |
| 181                 | Ilnur Zakarin (RUS)         | 10è                 |
| 182                 | Enrico Battaglin (ITA)      | 66è                 |
| 183                 | Jenthe Biermans (BEL)       | 117è                |
| 184                 | Marco Haller (AUT)          | 116è                |
| 185                 | Reto Hollenstein (SUI)      | 94è                 |
| 186                 | Viatxeslav Kuznetsov (RUS)  | DNF-17              |
| 187                 | Daniel Navarro García (ESP) | DNF-4               |
| 188                 | Dmitri Strakhov (RUS)       | 121è                |

| Team Sunweb SUN | Team Sunweb SUN      | Team Sunweb SUN |
| --------------- | -------------------- | --------------- |
| Núm             | Ciclista             | Pos             |
| 191             | Tom Dumoulin (NED)   | DNF-5           |
| 192             | Jan Bakelants (BEL)  | 43è             |
| 193             | Chad Haga (USA)      | 105è            |
| 194             | Chris Hamilton (AUS) | 34è             |
| 195             | Jai Hindley (AUS)    | 35è             |
| 196             | Sam Oomen (NED)      | DNF-14          |
| 197             | Robert Power (AUS)   | DNF-6           |
| 198             | Louis Vervaeke (BEL) | DNF-13          |

| Trek-Segafredo TFS | Trek-Segafredo TFS           | Trek-Segafredo TFS |
| ------------------ | ---------------------------- | ------------------ |
| Núm                | Ciclista                     | Pos                |
| 201                | Bauke Mollema (NED)          | 5è                 |
| 202                | Gianluca Brambilla (ITA)     | 49è                |
| 203                | Giulio Ciccone (ITA)         | 16è                |
| 204                | William Clarke (AUS)         | 141è               |
| 205                | Nicola Conci (ITA)           | 63è                |
| 206                | Michael Gogl (AUT)           | 97è                |
| 207                | Markel Irizar Aranburu (ESP) | 136è               |
| 208                | Matteo Moschetti (ITA)       | NP-11              |

| UAE Team Emirates UAD | UAE Team Emirates UAD            | UAE Team Emirates UAD |
| --------------------- | -------------------------------- | --------------------- |
| Núm                   | Ciclista                         | Pos                   |
| 211                   | Fernando Gaviria Rendón (COL)    | DNF-7                 |
| 212                   | Tom Bohli (SUI)                  | 139è                  |
| 213                   | Simone Consonni (ITA)            | 131è                  |
| 214                   | Valerio Conti (ITA)              | NP-18                 |
| 215                   | Marco Marcato (ITA)              | 99è                   |
| 216                   | Sebastián Molano Benavides (COL) | NP-4                  |
| 217                   | Jan Polanc (SLO)                 | 15è                   |
| 218                   | Diego Ulissi (ITA)               | 42è                   |

| Movistar Team MOV | Movistar Team MOV                | Movistar Team MOV |
| ----------------- | -------------------------------- | ----------------- |
| Núm               | Ciclista                         | Pos               |
| 1                 | Mikel Landa Meana (ESP)          | 4t                |
| 2                 | Andrey Amador Bikkazakova (CRC)  | 39è               |
| 3                 | Richard Carapaz Montenegro (ECU) | 1r                |
| 4                 | Héctor Carretero Milla (ESP)     | 88è               |
| 5                 | Lluís Mas Bonet (ESP)            | 126è              |
| 6                 | Antonio Pedrero López (ESP)      | 46è               |
| 7                 | José Joaquín Rojas Gil (ESP)     | 50è               |
| 8                 | Jasha Sütterlin (GER)            | 120è              |

| AG2R La Mondiale ALM | AG2R La Mondiale ALM    | AG2R La Mondiale ALM |
| -------------------- | ----------------------- | -------------------- |
| Núm                  | Ciclista                | Pos                  |
| 11                   | Tony Gallopin (FRA)     | DNF-16               |
| 12                   | François Bidard (FRA)   | 30è                  |
| 13                   | Nico Denz (GER)         | 124è                 |
| 14                   | Hubert Dupont (FRA)     | 47è                  |
| 15                   | Ben Gastauer (LUX)      | 79è                  |
| 16                   | Nans Peters (FRA)       | 61è                  |
| 17                   | Lawrence Warbasse (USA) | 52è                  |
| 18                   | Alexis Vuillermoz (FRA) | 29è                  |

| Androni Giocattoli-Sidermec ANS | Androni Giocattoli-Sidermec ANS | Androni Giocattoli-Sidermec ANS |
| ------------------------------- | ------------------------------- | ------------------------------- |
| Núm                             | Ciclista                        | Pos                             |
| 21                              | Francesco Gavazzi (ITA)         | 58è                             |
| 22                              | Manuel Belletti (ITA)           | 109è                            |
| 23                              | Mattia Cattaneo (ITA)           | 28è                             |
| 24                              | Miguel Flórez López (COL)       | 72è                             |
| 25                              | Marco Frapporti (ITA)           | 81è                             |
| 26                              | Fausto Masnada (ITA)            | 20è                             |
| 27                              | Matteo Montaguti (ITA)          | 53è                             |
| 28                              | Andrea Vendrame (ITA)           | 55è                             |

| Astana AST | Astana AST                          | Astana AST |
| ---------- | ----------------------------------- | ---------- |
| Núm        | Ciclista                            | Pos        |
| 31         | Miguel Ángel López Moreno (COL)     | 7è         |
| 32         | Peio Bilbao López de Armentia (ESP) | 31è        |
| 33         | Manuele Boaro (ITA)                 | 90è        |
| 34         | Dario Cataldo (ITA)                 | 48è        |
| 35         | Jan Hirt (CZE)                      | 27è        |
| 36         | Ion Izagirre Insausti (ESP)         | 36è        |
| 37         | Davide Villella (ITA)               | 60è        |
| 38         | Andrei Zeits (KAZ)                  | 26è        |

| Bahrain-Merida TBM | Bahrain-Merida TBM       | Bahrain-Merida TBM |
| ------------------ | ------------------------ | ------------------ |
| Núm                | Ciclista                 | Pos                |
| 41                 | Vincenzo Nibali (ITA)    | 2n                 |
| 42                 | Valerio Agnoli (ITA)     | 93è                |
| 43                 | Grega Bole (SLO)         | 110è               |
| 44                 | Damiano Caruso (ITA)     | 23è                |
| 45                 | Andrea Garosio (ITA)     | 98è                |
| 46                 | Kristjan Koren (SLO)     | NP-5               |
| 47                 | Antonio Nibali (ITA)     | 76è                |
| 48                 | Domenico Pozzovivo (ITA) | 19è                |

| Bardiani CSF BRD | Bardiani CSF BRD       | Bardiani CSF BRD |
| ---------------- | ---------------------- | ---------------- |
| Núm              | Ciclista               | Pos              |
| 51               | Enrico Barbin (ITA)    | DNF-14           |
| 52               | Giovanni Carboni (ITA) | 57è              |
| 53               | Luca Covili (ITA)      | 84è              |
| 54               | Mirco Maestri (ITA)    | 103è             |
| 55               | Umberto Orsini (ITA)   | NP-9             |
| 56               | Lorenzo Rota (ITA)     | 85è              |
| 57               | Manuel Senni (ITA)     | 59è              |
| 58               | Paolo Simion (ITA)     | 140è             |

| Bora-Hansgrohe BOH | Bora-Hansgrohe BOH            | Bora-Hansgrohe BOH |
| ------------------ | ----------------------------- | ------------------ |
| Núm                | Ciclista                      | Pos                |
| 61                 | Rafał Majka (POL)             | 6è                 |
| 62                 | Pascal Ackermann (GER) (ruta) | 122è               |
| 63                 | Cesare Benedetti (ITA)        | 74è                |
| 64                 | Davide Formolo (ITA)          | 14è                |
| 65                 | Jay McCarthy (AUS)            | 62è                |
| 66                 | Paweł Poljański (POL)         | 89è                |
| 67                 | Michael Schwarzmann (GER)     | 114è               |
| 68                 | Rüdiger Selig (GER)           | 127è               |

| CCC Team CCC | CCC Team CCC                         | CCC Team CCC |
| ------------ | ------------------------------------ | ------------ |
| Núm          | Ciclista                             | Pos          |
| 71           | Amaro Antunes (POR)                  | 54è          |
| 72           | Josef Černý (CZE)                    | 115è         |
| 73           | Víctor de la Parte González (ESP)    | 21è          |
| 74           | Kamil Gradek (POL)                   | 129è         |
| 75           | Jakub Mareczko (ITA)                 | FC-12        |
| 76           | Łukasz Owsian (POL)                  | 73è          |
| 77           | Laurens ten Dam (NED)                | DNF-6        |
| 78           | Francisco José Ventoso Alberdi (ESP) | 87è          |

| Deceuninck-Quick Step DQT | Deceuninck-Quick Step DQT   | Deceuninck-Quick Step DQT |
| ------------------------- | --------------------------- | ------------------------- |
| Núm                       | Ciclista                    | Pos                       |
| 81                        | Elia Viviani (ITA) (ruta)   | NP-12                     |
| 82                        | Eros Capecchi (ITA)         | 37è                       |
| 83                        | Mikkel Frølich Honoré (DEN) | 101è                      |
| 84                        | Bob Jungels (LUX) (ruta)    | 33è                       |
| 85                        | James Knox (GBR)            | NP-13                     |
| 86                        | Fabio Sabatini (ITA)        | 92è                       |
| 87                        | Florian Sénéchal (FRA)      | DNF-20                    |
| 88                        | Pieter Serry (BEL)          | 38è                       |

| EF Education First EF1 | EF Education First EF1        | EF Education First EF1 |
| ---------------------- | ----------------------------- | ---------------------- |
| Núm                    | Ciclista                      | Pos                    |
| 91                     | Sacha Modolo (ITA)            | DNF-7                  |
| 92                     | Sean Bennett (USA)            | 106è                   |
| 93                     | Matti Breschel (DEN)          | DNF-4                  |
| 94                     | Nathan Brown (USA)            | 67è                    |
| 95                     | Jonathan Caicedo Cepeda (ECU) | 108è                   |
| 96                     | Hugh Carthy (GBR)             | 11è                    |
| 97                     | Joe Dombrowski (USA)          | 12è                    |
| 98                     | Tanel Kangert (EST)           | 18è                    |

| Groupama-FDJ GFC | Groupama-FDJ GFC          | Groupama-FDJ GFC |
| ---------------- | ------------------------- | ---------------- |
| Núm              | Ciclista                  | Pos              |
| 101              | Arnaud Démare (FRA)       | 123è             |
| 102              | Jacopo Guarnieri (ITA)    | 132è             |
| 103              | Ignatas Konovalovas (LTU) | DNF-13           |
| 104              | Olivier Le Gac (FRA)      | 112è             |
| 105              | Tobias Ludvigsson (SWE)   | 82è              |
| 106              | Valentin Madouas (FRA)    | 13è              |
| 107              | Miles Scotson (AUS)       | 138è             |
| 109              | Ramon Sinkeldam (NED)     | 133è             |

| Israel Cycling Academy ICA | Israel Cycling Academy ICA | Israel Cycling Academy ICA |
| -------------------------- | -------------------------- | -------------------------- |
| Núm                        | Ciclista                   | Pos                        |
| 111                        | Davide Cimolai (ITA)       | 130è                       |
| 112                        | Awet Ghebremedhn (ERI)     | 128è                       |
| 113                        | Guillaume Boivin (CAN)     | 125è                       |
| 114                        | Conor Dunne (IRL)          | 135è                       |
| 115                        | Krists Neilands (LAT)      | 100è                       |
| 116                        | Rubén Plaza Molina (ESP)   | 71è                        |
| 117                        | Guy Niv (ISR)              | 113è                       |
| 118                        | Kristian Sbaragli (ITA)    | 77è                        |

| Lotto-Soudal LTS | Lotto-Soudal LTS         | Lotto-Soudal LTS |
| ---------------- | ------------------------ | ---------------- |
| Núm              | Ciclista                 | Pos              |
| 121              | Caleb Ewan (AUS)         | NP-12            |
| 122              | Victor Campenaerts (BEL) | 111è             |
| 123              | Jasper De Buyst (BEL)    | DNF-15           |
| 124              | Thomas De Gendt (BEL)    | 51è              |
| 125              | Adam Hansen (AUS)        | 68è              |
| 126              | Roger Kluge (GER)        | NP-13            |
| 127              | Jelle Vanendert (BEL)    | DNF-5            |
| 128              | Tosh Van der Sande (BEL) | 64è              |

| Mitchelton-Scott MTS | Mitchelton-Scott MTS          | Mitchelton-Scott MTS |
| -------------------- | ----------------------------- | -------------------- |
| Núm                  | Ciclista                      | Pos                  |
| 131                  | Simon Yates (GBR)             | 8è                   |
| 132                  | Jack Bauer (NZL)              | 95è                  |
| 133                  | Brent Bookwalter (USA)        | NP-16                |
| 134                  | Esteban Chaves Rubio (COL)    | 40è                  |
| 135                  | Luke Durbridge (AUS)          | 78è                  |
| 136                  | Lucas Hamilton (AUS)          | 25è                  |
| 137                  | Christopher Juul-Jensen (DEN) | 70è                  |
| 138                  | Mikel Nieve Iturralde (ESP)   | 17è                  |

| Nippo-Vini Fantini-Faizanè NIP | Nippo-Vini Fantini-Faizanè NIP   | Nippo-Vini Fantini-Faizanè NIP |
| ------------------------------ | -------------------------------- | ------------------------------ |
| Núm                            | Ciclista                         | Pos                            |
| 141                            | Marco Canola (ITA)               | 107è                           |
| 142                            | Damiano Cima (ITA)               | 137è                           |
| 143                            | Nicola Bagioli (ITA)             | DNF-16                         |
| 144                            | Juan José Lobato del Valle (ESP) | 134è                           |
| 145                            | Giovanni Lonardi (ITA)           | DNF-13                         |
| 146                            | Hiroki Nishimura (JPN)           | FC-1                           |
| 147                            | Sho Hatsuyama (JPN)              | 142è                           |
| 148                            | Ivan Santaromita (ITA)           | 102è                           |

| Dimension Data TDD | Dimension Data TDD           | Dimension Data TDD |
| ------------------ | ---------------------------- | ------------------ |
| Núm                | Ciclista                     | Pos                |
| 151                | Ben O'Connor (AUS)           | 32è                |
| 152                | Scott Davies (GBR)           | 118è               |
| 153                | Enrico Gasparotto (ITA)      | 69è                |
| 154                | Amanuel Gebrezgabihier (ERI) | 45è                |
| 155                | Ryan Gibbons (RSA)           | 91è                |
| 156                | Giacomo Nizzolo (ITA)        | NP-13              |
| 157                | Mark Renshaw (AUS)           | DNF-13             |
| 158                | Danilo Wyss (SUI)            | 83è                |

| Team Ineos INS | Team Ineos INS                | Team Ineos INS |
| -------------- | ----------------------------- | -------------- |
| Núm            | Ciclista                      | Pos            |
| 161            | Pàvel Sivakov (RUS)           | 9è             |
| 162            | Edward Dunbar (IRL)           | 22è            |
| 163            | Tao Geoghegan Hart (GBR)      | DNF-13         |
| 164            | Sebastián Henao Gómez (COL)   | 24è            |
| 165            | Christian Knees (GER)         | 96è            |
| 166            | Jhonatan Narváez Prado (ECU)  | 80è            |
| 167            | Salvatore Puccio (ITA)        | 86è            |
| 168            | Iván Ramiro Sosa Cuervo (COL) | 44è            |

| Team Jumbo-Visma TJV | Team Jumbo-Visma TJV  | Team Jumbo-Visma TJV |
| -------------------- | --------------------- | -------------------- |
| Núm                  | Ciclista              | Pos                  |
| 171                  | Primož Roglič (SLO)   | 3r                   |
| 172                  | Koen Bouwman (NED)    | 41è                  |
| 173                  | Laurens De Plus (BEL) | DNF-7                |
| 174                  | Sepp Kuss (USA)       | 56è                  |
| 175                  | Tom Leezer (NED)      | 119è                 |
| 176                  | Paul Martens (GER)    | 75è                  |
| 177                  | Antwan Tolhoek (NED)  | 65è                  |
| 178                  | Jos van Emden (NED)   | 104è                 |

| Katusha-Alpecin TKA | Katusha-Alpecin TKA         | Katusha-Alpecin TKA |
| ------------------- | --------------------------- | ------------------- |
| Núm                 | Ciclista                    | Pos                 |
| 181                 | Ilnur Zakarin (RUS)         | 10è                 |
| 182                 | Enrico Battaglin (ITA)      | 66è                 |
| 183                 | Jenthe Biermans (BEL)       | 117è                |
| 184                 | Marco Haller (AUT)          | 116è                |
| 185                 | Reto Hollenstein (SUI)      | 94è                 |
| 186                 | Viatxeslav Kuznetsov (RUS)  | DNF-17              |
| 187                 | Daniel Navarro García (ESP) | DNF-4               |
| 188                 | Dmitri Strakhov (RUS)       | 121è                |

| Team Sunweb SUN | Team Sunweb SUN      | Team Sunweb SUN |
| --------------- | -------------------- | --------------- |
| Núm             | Ciclista             | Pos             |
| 191             | Tom Dumoulin (NED)   | DNF-5           |
| 192             | Jan Bakelants (BEL)  | 43è             |
| 193             | Chad Haga (USA)      | 105è            |
| 194             | Chris Hamilton (AUS) | 34è             |
| 195             | Jai Hindley (AUS)    | 35è             |
| 196             | Sam Oomen (NED)      | DNF-14          |
| 197             | Robert Power (AUS)   | DNF-6           |
| 198             | Louis Vervaeke (BEL) | DNF-13          |

| Trek-Segafredo TFS | Trek-Segafredo TFS           | Trek-Segafredo TFS |
| ------------------ | ---------------------------- | ------------------ |
| Núm                | Ciclista                     | Pos                |
| 201                | Bauke Mollema (NED)          | 5è                 |
| 202                | Gianluca Brambilla (ITA)     | 49è                |
| 203                | Giulio Ciccone (ITA)         | 16è                |
| 204                | William Clarke (AUS)         | 141è               |
| 205                | Nicola Conci (ITA)           | 63è                |
| 206                | Michael Gogl (AUT)           | 97è                |
| 207                | Markel Irizar Aranburu (ESP) | 136è               |
| 208                | Matteo Moschetti (ITA)       | NP-11              |

| UAE Team Emirates UAD | UAE Team Emirates UAD            | UAE Team Emirates UAD |
| --------------------- | -------------------------------- | --------------------- |
| Núm                   | Ciclista                         | Pos                   |
| 211                   | Fernando Gaviria Rendón (COL)    | DNF-7                 |
| 212                   | Tom Bohli (SUI)                  | 139è                  |
| 213                   | Simone Consonni (ITA)            | 131è                  |
| 214                   | Valerio Conti (ITA)              | NP-18                 |
| 215                   | Marco Marcato (ITA)              | 99è                   |
| 216                   | Sebastián Molano Benavides (COL) | NP-4                  |
| 217                   | Jan Polanc (SLO)                 | 15è                   |
| 218                   | Diego Ulissi (ITA)               | 42è                   |